# Canal+
Pour les articles homonymes, voir Canal et C+.
Ne doit pas être confondu avec Groupe Canal+, Canal+ France ou Canal+ (opérateur de télévision).
Canal+ est une chaîne de télévision généraliste nationale française privée à péage, axée sur le cinéma et le sport.
Lancée le dimanche 4 novembre 1984 par Havas, Canal+ devient la première chaîne privée payante française. Depuis 2014, elle appartient à la Société d'Édition de Canal Plus, filiale du groupe Vivendi, lui-même contrôlé par son actionnaire principal, le groupe Bolloré.
Initialement retransmise par les émetteurs terrestres analogiques en 1984 et accessible via un décodeur nécessitant de souscrire un abonnement payant, la chaîne payante est aussi progressivement diffusée par satellite puis télédistribuée sur les réseaux câblés. Avec la numérisation de la télédiffusion par satellite en 1996, son signal est également repris au début des années 2000 par les opérateurs et distributeurs internet puis sur la télévision numérique terrestre, le 31 mars 2005 puis jusqu'au 5 juin 2025. La chaîne payante est déclinée au plan national et international, sous diverses formules payantes et modes de diffusion, notamment satellite et IPTV ainsi que les terminaux complémentaires de type OTT.

## Historique de la chaîne

### Naissance de la première chaîne cryptée
En 1978, Jean Frydman, avec le projet TVCS (Télévision Communication Services), prévoit une quatrième chaîne, projet qui prend racine dans celui, bien antérieur, de Canal 10. En attendant de pouvoir créer une chaîne cryptée, le projet TVCS prévoit d'abord de produire et diffuser des programmes pendant les plages horaires où les trois chaînes françaises diffusent une mire (la nuit et tôt le matin),. Finalement, la chaîne choisie pour diffuser les programmes produits par la société TVCS est Antenne 2, qui diffuse des émissions cryptées destinées aux entreprises ou à certains professionnels. Durant l'été 1981, plusieurs essais d'une quatrième chaîne consacrée au cinéma ont lieu depuis l'émetteur de la tour Eiffel. En 1981, la gauche prévoit de créer une quatrième chaîne devant être publique, régionale et culturelle,.
En juin 1981, Pierre Nicolaÿ est nommé président du groupe Havas. En juillet 1981, il désigne Léo Scheer comme directeur du développement et directeur de cabinet du président et le charge de définir un plan stratégique dans le domaine audiovisuel pour le groupe. En août 1981, un rapport est présenté lequel prévoit d'accompagner la CLT (groupe RTL) et le gouvernement luxembourgeois dans leurs projets européens de télévision par satellite, puis de créer une chaîne à péage à partir du premier réseau hertzien français historique 819 lignes de TF1 en noir et blanc, doit être ré-exploité ou cédé par l'opérateur public français TDF. Pour Havas, ce plan prévoit également d'augmenter sa participation dans Pathé et passer de 10 % à 50 %, pour consolider les investissements dans le cinéma. Ce plan est dès lors adopté par la présidence du groupe de communication. L'équipe, dirigée par Léo Scheer comprenant Jacques Driencourt, Antoine Lefébure, Marie Castaing, rejoints par Sylvain Anichini et Marc Friedman, développe ce projet durant l'année 1983. Il comprend l'élaboration du plan d'affaires, la définition d'une grille de programmes basée sur la diffusion de films récents, la négociation avec le BLIC et les industries du cinéma, avec TDF pour la reprise technique du réseau, avec le SJTI, le cadre juridique de la concession de service public, l'expertise technique du décodeur et l'adaptation de la logistique, inspirée des chaînes hertziennes américaines à péage basées à Los Angeles, à l'instar de la chaîne HBO (Home Box Office).

### Contexte politique et privilèges règlementaires
Le 21 juin 1982, le président de la République française François Mitterrand annonce lors d'une conférence de presse : « Une quatrième chaîne de télévision sera incessamment mise en œuvre. Elle se tournera davantage vers les retransmissions et aussi des thèmes culturels. Cette chaîne ne doit être financée ni par la redevance, ni par la publicité ». Ce projet de chaîne culturelle que lui ont suggéré Jean-Louis Bianco et Jérôme Clément, provient également de plusieurs autres sources. Une antenne à dominante culturelle est également un dossier soutenu par le ministre de la culture Jack Lang et son conseiller Jean Cazès, ainsi que par le ministre des PTT Louis Mexandeau et son conseiller Alain Giraud. L'objectif consiste à recycler l'ancien réseau d'émetteurs de la bande VHF, que TF1 a abandonné en renonçant au noir et blanc en 819 lignes, en passant à la télédiffusion en couleurs en bande UHF. Toutefois, le projet initial axé sur les sujets culturels avec une dominante sur le travail associatif et l'opéra est considérablement modifié pour devenir une chaîne à péage consacrée au cinéma.
En novembre 1982, alors que l'ex-directeur de cabinet du président de la République André Rousselet est nommé président de Havas, Léo Scheer et Jacques Driencourt présentent au comité de direction le projet appelé Canal 4. Selon Antoine Lefébure, le projet suscite l'enthousiasme de Rousselet qui en fait « son bébé ». Le comité de direction parait partagé; nombreux sont ceux qui s'inquiètent devant l'ampleur de l'investissement, en particulier Marc Tessier qui vient d'être nommé directeur financier. Toutefois, après une courte période d'hésitation, André Rousselet décide de mobiliser les moyens du groupe Havas pour faire aboutir ce projet. La phase de mise au point opérationnelle s'étale sur deux années supplémentaires, au cours desquelles certains membres du gouvernement vont tenter de réorienter le projet vers une télévision culturelle, dont Jack Lang en particulier, en désignant des personnalités comme Alain de Sédouy ou Michel Dahan pour participer à l'équipe de conception de la chaîne. Les projets développés jusque-là n'ayant donné aucun gage de réussite, André Rousselet nomme alors Pierre Lescure à la tête du projet de programmes. Lescure constitue son équipe ; Alain de Greef à la direction des programmes, René Bonnell pour le cinéma, Albert Mathieu pour la conception de la grille, Charles Biétry à la direction des sports, Frédérick Boulay, Erik Gilbert et Jean-Louis Burgat à la rédaction et Marc Tessier à la direction financière. Très homogène sur le plan générationnel, avec une moyenne d'âge autour de 40 ans, l'équipe élabore un projet qui, grâce à la pertinence de son programme, de son impact sur le financement du cinéma et du sport ainsi que de son modèle économique et commercial, rendent enfin le projet apte à être lancé. Cependant, André Rousselet qui garde la confiance du président de la République (selon Antoine Lefébure, Rousselet « était le meilleur copain de Mitterrand »), doit lutter pour parvenir à garder le contrôle, contre les pressions politiques. Certaines décisions visent également à protéger la toute première chaîne privée française.
Entre 1982 et la naissance de Canal+, le gouvernement français met en œuvre simultanément une série de mesures visant à freiner la croissance du marché de la vidéo ; fort succès commercial engendré par la faible offre télévisuelle de l'époque. Parmi les mesures qui permettent de freiner cette expansion, le 22 octobre 1982, un « blocus de Poitiers » vise à réduire considérablement l'importation des magnétoscopes, notamment d'origine asiatique,. De plus, une redevance spéciale sur les magnétoscopes est adoptée par décret, le 17 novembre 1982. Enfin, une TVA dite « de luxe » à 33 % est appliquée pour tous les appareils vidéo et même les vidéocassettes préenregistrées. Au contraire, les décodeurs de Canal+ sont assujettis à la TVA la plus réduite, à l'instar de celle appliquée pour les téléviseurs.
Il apparaît qu'à la suite d'une erreur d'impression du chiffre 4 sur un dossier, l'idée du titre Canal+ est adoptée. Toutefois, certaines sources rapportent que ce serait le ministre de la communication Georges Fillioud qui aurait trouvé le nom Canal Plus mais sans en déposer la marque,,. Selon Philippe Dana, le directeur artistique de la chaîne et infographiste Étienne Robial pense à modifier la charte graphique et le logo de « Canal Plus » en « Canal+ » en 1984 pour le démarrage de la diffusion; le logotype « Canal+ » devient une marque déposée, le 27 février 1985.

### L'ère Rousselet (1984-1994)
Le 1er mars 1984, Canal Plus commence ses essais de retransmission, notamment en Île-de-France. Ces premières émissions sont programmées tous les jours, de 14 à 18 h et se composent de clips musicaux, de courts-métrages d'animation artistiques et de diverses bandes-annonces de films,. Cette télédiffusion expérimentale permet notamment d'éprouver d'une part la compatibilité des anciennes installations initialement adaptées à la réception de TF1 en noir et blanc et à la norme 819 lignes et d'étudier le comportement du décodeur Discret 11 par rapport à diverses situations et perturbations techniques.
Le dimanche 4 novembre 1984, André Rousselet, devenu président de Canal+, ouvre l'antenne à 8 h du matin en régie d'un studio, manipule une manette électronique, permettant à ses 186 000 premiers abonnés-« fondateurs » de découvrir la première chaîne à péage française privée, douze ans après la création de la troisième chaîne, qui émet 20 heures sur 24 et sept jours sur sept.
Au contraire de HBO qui rediffuse jusqu'à cinquante fois ses films dans l'année, Canal+ singularise ses programmes par la multi-diffusion de films récents du cinéma international limitée à six fois sur une période de trois semaines, la présence de sports peu diffusés ailleurs (boxe, basket-ball, golf…) et la prédominance du football qui va devenir son deuxième pôle d'attraction : le 9 novembre 1984, Canal+ diffuse son premier match de football, Nantes-Monaco, avec cinq caméras. Le soin apporté à la réalisation contribue à des retours positifs qui lancent la croissance des abonnements. Le prix de l'abonnement est alors fixé à 120 FRF par mois (soit environ 38 € de fin 2020).

#### Débuts chaotiques et mise en péril
Fraîchement accueillie par ses trois concurrentes publiques, la chaîne connaît des débuts chaotiques, notamment en raison d'une erreur marketing : le choix d'orienter la commercialisation vers les foyers les plus favorisés vivant dans les grandes villes au lieu d'un public bien plus large et populaire. De plus, la chaîne doit exploiter le plus souvent une antenne de réception spécifique (VHF) compatible avec la norme L et l'introduction du standard couleur SÉCAM mis à jour dont l'identification couleur par ligne au lieu de chaque trame peut provoquer une image en noir et blanc sur certains téléviseurs datant d'avant 1984, s'ajoutant à la nouvelle connectique Péritélévision obligatoire, introduite en 1980. En complément à ces problèmes techniques, le piratage de son décodeur « Discret 11 », s'étend considérablement. Des prototypes de circuits de décodeurs pirate sont publiés ou diffusés sous le manteau. Certains parmi le cabinet du ministre des télécommunications, comme Alain Giraud-Ruby estiment qu'ils seraient notamment produits par des techniciens du groupe français Thomson dont la proposition industrielle jugée trop coûteuse par l'équipe d'André Rousselet est refusée au profit de celle de son concurrent néerlandais Philips. Canal+ parvient à faire supprimer de la revue « Radio Plans » un article contenant des schémas de fabrication d'un décodeur semblable au Discret 11, mais ne peut empêcher la publication de celui-ci, le 24 novembre 1985, par le Quotidien de Paris. Un procès est dès lors intenté par la chaîne payante contre le quotidien et gagné en appel en juin 1987 mais cette publication est très largement copiée.
Un mois avant son lancement la chaîne payante n'obtient à peine 60 000 abonnés et les grands titres de la presse comme Le Monde, Le Quotidien de Paris, Le Figaro, critiquent violemment sa direction et ses pratiques.
Le 16 janvier 1985 à 20 heures, le président François Mitterrand annonce au journal télévisé d'Antenne 2, de la création de deux nouvelles chaînes privées gratuites, La Cinq et TV6 et prévoit même jusqu'à 85 télévisions locales. Cette annonce incite les téléspectateurs à l'attentisme et freine sérieusement la courbe des abonnements à Canal+. La chaîne engrange péniblement 3000 nouveaux abonnements par semaine, là où le plan d'affaires prévoit 3000 recrutements par jour. Un premier plan d'économies a lieu seulement quelques mois après son lancement et les émissions les plus coûteuses sont arrêtées, dont Tous en Scène de Patrick Poivre d'Arvor et Surtout l’après-midi d'Antoine de Caunes. Le dépôt de bilan est un temps envisagé. Fin 1985, le déficit est de 330 millions de francs pour un chiffre d'affaires de 558 millions.
À la recherche de capitaux frais, les dirigeants rencontrent différents partenaires financiers, parmi lesquels Silvio Berlusconi mais Rousselet refuse sa proposition. André Rousselet est contraint de solliciter jusqu'à son ami François Mitterrand pour sauvegarder l'entreprise en grande difficulté financière et il obtient un répit de quelques mois pour faire ses preuves.

#### Envol commercial
La rentrée 1985 marque un tournant et les abonnements redécollent, notamment grâce au renforcement des plages « en clair » que la chaîne aménage entre ses programmes cryptés et qui servent de vitrine pour donner un avant-goût de la chaîne aux téléspectateurs en les incitant à s'abonner. La programmation compte aussi plusieurs blockbusters américains récents pendant tout l'été. La chaîne parvient à transformer l'obligation légale des programmes en clair en une force marketing plutôt qu'une contrainte. Canal+ émettant grâce à l'exploitation d'une partie des canaux sous monopole public financés par le contribuable, abonné ou pas, dès 1984, le gouvernement impose que l'accès soit rendu possible à tous les téléspectateurs, quelques heures par jour et à des horaires de grande écoute. La durée des premiers abonnements est limitée à six mois et le taux de réabonnement avoisine dès lors, 88 %. Cette période de forte croissance marque le tournant vers l'axe « populaire » et significativement moins « parisien » ou « urbain » de la chaîne, alors que les études marketing ont visé initialement les CSP+ (catégorie socio-professionnelle supérieure : les cadres, professions libérales) et les grandes villes, grâce à toute une série d'émissions et rendez-vous « accrocheurs ».
La programmation de 1984-1985 comprend :
- Le 7/9, premier magazine d'information matinal quotidien de la télévision française, présenté par Michel Denisot ;
- un film pornographique par mois : le premier diffusé est Caligula, en juillet 1985, qui comprend sept minutes de scènes sexuelles[35]. Le second est Exhibition, le 31 août 1985[26]. C'est la première fois qu'une chaîne de télévision européenne ose diffuser ce genre de films ;
- Top 50 présenté par Marc Toesca dès le 4 novembre 1984 ;
- Coluche 1 faux 1/4 h d'humour animé par Coluche à partir du 7 octobre 1985 ;
- Surtout l'après-midi rendez-vous musical quotidien de et par Antoine de Caunes à partir du 5 novembre 1984 ;
- La Maxitête, jeu d'argent animé par l'ex-cocogirl Sophie Favier et Roger Zabel, consistant à reconnaître les visages et voix de plusieurs célébrités associées en un seul visage composite à compter du 2 septembre 1985 ;
- Tout s'achète, jeu d'argent animé par Fabrice (de RTL) et son acolyte « Fifi », consistant à proposer des billets de banque aux passants contre un objet, une action ou leurs vêtements, dès le 2 septembre 1985 ;
- Les Affaires sont les Affaires, animé par Georges Beller et Sophie Garrel ou Gérard Hernandez avec Sophie Michaud, jeu consistant à répondre à un quiz puis à échanger un cadeau proposé avec des boîtes au contenu surprise. Diffusé à partir du 5 novembre 1984.

On retrouve également à l'antenne dès son lancement le 4 novembre 1984, Patrick Poivre d'Arvor (entretiens), Christophe Dechavanne (chroniques), Alain Chabat (météo humoristique et parodies) et Michel Denisot (émission matinale Le 7/9). Le premier film diffusé à l'antenne le matin du 4 novembre 1984 est L'As des as, avec Jean-Paul Belmondo en vedette. Parmi les succès d'audience des premières années, on retrouve les émissions quotidiennes Top 50, Maxitête et Coluche 1 faux, diffusées en clair. Pour les émissions en crypté, les grandes rencontres de football se placent en tête de l'audience. Les films pornographiques réunissent également un nombre important de téléspectateurs pour un horaire aussi tardif. À partir des années 1990, le rendez-vous La Semaine des Guignols, diffusée en clair, se hisse en tête d'audience de la chaîne année après année.

#### Innovations
Canal+ apporte un certain nombre d'innovations à la télévision en 1984 qui seront ensuite reprises par les autres chaînes dont la diffusion de programmes le matin avant 9 h et la nuit après minuit, la diffusion de clips musicaux (le Top 50), la promotion des programmes par des bandes-annonces plutôt que par des speakerines.
On doit à Alain de Greef, ami de Pierre Lescure, directeur de la production des débuts nommé ensuite en 1986 directeur des programmes, la création d'émissions comme Direct (9 octobre 1985) et Nulle part ailleurs (31 août 1987). La chaîne se trouve un ton et une identité constitués d'irrévérence avec Coluche 1 faux présenté par Coluche (7 octobre 1985 au 6 février 1986), puis avec Les Nuls (Objectif Nuls, 2 février 1987). En janvier 1987, Canal+ crée sa filiale de production, Canal+ Productions, laquelle va devenir StudioCanal, l'un des principaux catalogues de films au monde ; en octobre de la même année, Canal+ lance Canal+ Magazine (rebaptisé ultérieurement « PLUS+ »), le mensuel imprimé destiné aux millions d'abonnés de la chaîne.
Le 19 décembre 1989, Canal+ atteint plus de trois millions d'abonnés et dégage un bénéfice de 774 millions de francs (118 millions d'euros) pour un chiffre d'affaires de 5,3 milliards de francs (808 millions d'euros).

#### Croissance d'abonnements
Entre septembre 1984 et le début de l'année 1991, la chaîne payante passe de 60 000 à 3 millions d'abonnés mais les 18 premiers mois de son existence sont extrêmement périlleux concernant son équilibre financier et ses déficits. Ainsi, à son lancement le 4 novembre 1984 seulement 120.000 décodeurs affichent la chaîne et le 15 décembre 1984, on ne compte que 186 000 abonnés. Le 15 janvier 1985, la croissance reste très préoccupante avec 250 000 abonnés et au 1er février 1985, seulement 256 000 souscriptions. Le 24 avril 1985 on dénombre 300 000 abonnements puis 350 000 au mois de juin 1985. Le 22 août 1985, Canal+ annonce avoir obtenu 500 000 abonnés puis en novembre 1985, avoir atteint le nombre de 620 000. Il faut attendre l'année 1986 pour que Canal+ parvienne à 1 million d'abonnés. En 1987, la chaîne payante a recruté 1 800 000 abonnés, puis 2 250 000 l'année suivante, avant d'en obtenir 2 800 000 en 1989 puis 3 000 000 en 1991 et 3 300 000 en 1991,.

#### Développements et entrée en bourse
Le 2 mai 1990, Canal+ entre en Bourse au CAC 40.
Pour la première fois, la chaîne lance sa commercialisation par satellite diffusée par TDF 1, dans la norme D2 Mac et au format d'image 16/9e. Le récepteur-décodeur DECSAT est proposé en location par Canal+ et pour la première fois, le contrôle d'accès utilise une carte à microprocesseur. Il est également possible d'acheter des appareils compatibles et de souscrire un abonnement satellite « carte seule ». En 1992, la chaîne quitte la rue Olivier de Serres dans le 15e arrondissement de Paris et investit un nouveau siège sur les bords de Seine, quai André Citroën ; immeuble dessiné par Richard Meier, dans lequel sont regroupés les services techniques, financiers et les plateaux où sont tournées les émissions principales. En parallèle, principalement pour lutter contre le piratage et pour le lancement du bouquet Canalsatellite, Canal+ introduit son deuxième décodeur terrestre, le Syster.
Toujours en 1992, Canal+ diffuse pour la première fois sur son antenne, les Jeux olympiques d'été de 1992 à Barcelone en Espagne 22 heures sur 24.
Lancée avec 60 000 abonnés en 1984, elle franchit les 500 000 abonnés en septembre 1985. À partir de là, la croissance est exponentielle, même si inégale sur une année (les abonnements se vendent beaucoup à l'occasion des fêtes de fin d'année, très peu au printemps par exemple). Le premier million d'abonnés est franchi en mai 1986, puis 1,5 million en décembre de la même année, Canal+ devient rentable. Les 2 millions en sont atteints en octobre 1987, les 2,5 millions un an plus tard, puis les 3 millions au moment où la chaîne fête ses cinq ans en 1989.

### L'ère Lescure (1994-2002)
Le gouvernement Balladur fait voter une nouvelle loi audiovisuelle permettant à un actionnaire de détenir jusqu'à 49 % d'une chaîne de télévision contre 25 % jusqu'alors. La loi est au départ taillée sur mesure pour Martin Bouygues, principal actionnaire de TF1, mais elle bouleverse également Canal+ lorsque Havas et la Compagnie générale des eaux (qui deviendra quelques années plus tard Vivendi), sur une initiative de Jean-Marie Messier, à ce moment-là numéro deux de la Compagnie Générale des Eaux, mettent en commun leurs actions et deviennent majoritaires au sein du conseil d'administration d'une chaîne qui est alors ultra rentable. André Rousselet s'estime trahi, en particulier par certains actionnaires qu'il considére comme des amis et, en février 1994, il démissionne lors d'un conseil d'administration houleux. Il publie dans la foulée dans Le Monde du 17 février un cinglant papier titré « Édouard m'a tuer » (en référence à l’affaire Omar Raddad), dans lequel il dénonce le complot fomenté selon lui par le Premier ministre Édouard Balladur pour prendre le contrôle de la chaîne par le biais de la Compagnie générale des eaux. Les actionnaires votent à l'unanimité la nomination de Pierre Lescure en tant que nouveau président, en partie car c'est le successeur naturel ayant été le bras droit de Rousselet depuis le premier jour et notamment pour calmer les inquiétudes des salariés.
À la rentrée 1994, Jean-Luc Delarue quitte la chaîne, marquant la fin d'une époque, alors qu'elle s'apprête à fêter son dixième anniversaire. Antoine de Caunes, quant à lui, la quitte à la rentrée 1995 pour se lancer dans le cinéma.
La semaine du 4 novembre 1994, la chaîne fête ses dix ans avec une programmation spéciale pendant une semaine complète. Les affaires sont florissantes avec 3,7 millions d'abonnés et 900 millions de francs de bénéfices, la réussite de Canal+ a de loin dépassé les espérances les plus folles de ses fondateurs 10 ans plus tôt, l'objectif initial au lancement est fixé à 1,4 million d'abonnés. Le groupe est en pleine diversification avec des prises de participation dans une multitude de groupes audiovisuels internationaux.
À l'occasion du lancement de Canalsat, Canal+ introduit en 1995, son deuxième récepteur-décodeur satellite, cette fois-ci numérique à la norme DVB, le Mediasat.
L'ellipse de Canal+, notable identité graphique initiale imaginée et développée par Étienne Robial en 1984, passe à la trappe le 28 août 1995 lorsque Robial épure son logo en cartouche noir écrit en blanc et le décline l'année suivante sous forme de multiplex pour le satellite : Canal+ Bleu (plutôt orientée émissions et documentaires) et Canal+ Jaune (plutôt orientée cinéma). En 1998, Canal+ Vert (plutôt orientée sport) vient compléter le multiplex. L'habillage entier de la chaîne mais également ses bureaux sont entièrement refaits avec une thématique de carrés multicolores qui devient la nouvelle marque de fabrique graphique.
En plus du nouvel habillage et du nouveau décodeur, la rentrée 1995 voit la diffusion passer à 24h/24 7 jours sur 7, contre 20h/24 la semaine et 24h/24 le week-end auparavant. La nuit, la chaîne diffuse des films avec sous-titrage pour sourds et malentendants incrusté à l'image, une première en France, ce sous-titrage jusque-là réservé aux possesseurs d'un décodeur télétexte.
Le 6 septembre 1996, Canal+ fusionne avec NetHold pour devenir le leader de la télévision payante en Europe.
En septembre 1999, Vivendi détient 49 % de Canal+ mais surtout 75 % des voix au conseil d'administration. Jean-Marie Messier, le PDG de Vivendi, est seul maître à bord d’un groupe qui perd de l'argent depuis 1997 (alors que la chaîne Canal+ France reste très largement rentable). Nulle part ailleurs, l'émission phare de la chaîne, est « déclarée médiatiquement » en perte de vitesse à la suite du départ de Philippe Gildas en 1997, mais son audience est la plus forte de son histoire lors de la dernière année de Gildas et des deux années où Guillaume Durand lui succède. Le coût de la grille a explosé depuis que TPS s'est attaqué aux fondamentaux de la chaîne : le football et le cinéma et toutes les filiales européennes sont déficitaires. En 1999, alors que la chaîne française reste largement rentable, le groupe Canal+/CanalSatellite annonce une perte nette de 892 millions de francs toutes activités confondues. Parmi les branches ultra déficitaires qui plombent le résultat du groupe se trouve la filiale italienne Telepiù qui ne parvient pas à décoller en raison d'une forte activité de piratage. Elle est dirigée par Michel Thoulouze, ex-dirigeant de MultiThématiques et à ce moment-là très proche de Lescure, ce qui explique en partie que le groupe ne parvient pas à prendre la décision de se désengager,.
En interne, le malaise commence à pointer pour certains des salariés les plus anciens, alors que la chaîne est passée de 526 employés à son lancement à plus de 4 000 en 1999, perdant de plus en plus d'humanité dans sa gestion.
Le 11 décembre 2000, Canal+, Vivendi et Universal fusionnent dans un nouvel ensemble, Vivendi Universal (VU), qui les propulse au 2e rang mondial avec à sa tête Jean-Marie Messier. La fusion a pour but d'alimenter les réseaux détenus par Vivendi (SFR, Cegetel, Canal+ SA) avec les contenus musicaux et les films d'Universal. Canal+ SA est la seule entité à rester en dehors de la fusion, puisqu'une règle stipule qu'aucun groupe industriel ne peut détenir plus de 49 % du capital d’une chaîne de télévision française. Toutes les autres composantes du groupe Canal+ (CanalSatellite, MultiThématiques, StudioCanal) sont fusionnées, y compris Canal+ Distribution qui détient le précieux fichier des abonnés. Pierre Lescure est nommé codirecteur général de la nouvelle entité. Denis Olivennes devient directeur général de Canal+ France et est de fait le principal dirigeant de la chaîne au jour le jour alors que Lescure passe de plus en plus de temps à Los Angeles pour superviser les activités d'Universal.
Le 21 décembre 2000, Michel Denisot et Alexandre Drubigny remplacent Alain de Greef à la direction générale des programmes, l'image se dégrade, le taux de désabonnement en France n'a jamais été aussi élevé, surtout en raison de l'explosion de l'offre concurrente : TPS, Canalsat et AB Sat. Canal+ ne détient alors plus le « monopole de fait » de la télévision payante institué en 1984. À la suite de la fusion, Jean-Marie Messier met en place un plan d’économies drastique. En France, Canal+ doit réaliser 400 millions d'euros d'économies sur deux ans et un plan social prévoit 217 licenciements dans le groupe. Ce plan social permet à quelques journalistes de Canal+ de venir remplacer la vingtaine de jeunes journalistes renvoyés de la chaîne d'information de Pierre Lescure, i>Télévision, lancée fin 1999. Les tensions qui règnent avec Vivendi causées par les mesures d'économies imposées entraînent le départ de Denis Olivennes le 12 avril 2002. Quatre jours plus tard, le 16 avril, Jean-Marie Messier propose à Pierre Lescure la direction du conseil de surveillance du groupe. Il serait remplacé en tant que président par Xavier Couture, jusque-là directeur d'antenne de TF1. Lescure considère que c'est une mise au placard et refuse mais dix minutes plus tard, Messier commence une conférence de presse avec Xavier Couture pour annoncer le changement. Constatant que tout est déjà organisé dans son dos, Lescure démissionne. La chaîne interrompt alors ses programmes pour retransmettre en direct et en clair pendant une trentaine de minutes une assemblée générale des salariés. Pierre Lescure y explique la situation, quelques figures emblématiques de la chaîne y expriment leur attachement à Lescure et leur hostilité envers Messier. C'est la plus grande crise que le groupe ait connu. Une quinzaine de hauts cadres remerciés après l'éviction de Pierre Lescure se partagent 60 millions d'euros en primes de départ, ce qui fait scandale auprès des salariés, alors en butte à un plan d'économies et de licenciements.

### L'ère Couture (2002-2003)
Quelques jours plus tard, Jean-Marie Messier est obligé de se rendre au CSA sous les huées des salariés de Canal+ France pour rassurer le conseil sur les engagements pris deux ans plus tôt au nom de Canal+ SA à l'époque de la fusion avec Universal.
Xavier Couture, ancien numéro 3 de TF1, prend la succession de Pierre Lescure pour quelques mois. Après avoir vécu 18 ans dans l’illusion de faire partie d’une grande famille, les salariés de Canal+ découvrent que leur société, mise en difficulté par le groupe dont elle fait partie, est soumise aux mêmes lois que toutes les autres et craignent alors un possible rachat par le groupe TF1 ou Lagardère SCA et la fin de leur singularité. Pour calmer le jeu, Dominique Farrugia est nommé président de Canal+ SA comme garant du fameux « esprit Canal » des débuts. Hélène, la speakerine anti-potiche et l'éphémère Hypershow font leur apparition.
Le plan de convergence de Jean-Marie Messier a échoué forçant les actionnaires à demander son départ de Vivendi Universal début juillet 2002. Il est remplacé par Jean-René Fourtou qui met immédiatement en place un plan visant à rendre à la chaîne cryptée « son visage d'avant 1997 » : Canal+ Distribution (qui exploite le fichier d'abonnés), Canal+ Régie (publicité), CanalSatellite, MultiThématiques, i>télévision, la plate-forme outre-mer et internationale MediaOverseas, Pathé Sport, StudioCanal et le reste de participation dans le capital de l'espagnol Sogecable (ex-Sociedad de Televisión Canal Plus) qui opère Canal+ España et le bouquet CanalSatélite Digital, retournent dans le giron de Canal+ SA afin de récupérer les actifs rentables du groupe.
Détenu à 100 % par VU, « Groupe Canal+ » subsiste et abrite tous les actifs non repris par Canal+ SA et destinés à être cédés :
- vente de Tele+ et D+ à Sky (les deux marques disparaîtront)
- vente de Canal+ Scandinavie (la marque est conservée pour la chaîne premium - ainsi que le logo - et pour le bouquet satellite)
- vente des parts dans Sogecable au groupe PRISA (l'un des principaux groupes de presse espagnol qui contrôle notamment les journaux El País et As)
- vente de Canal+ Belgique, première déclinaison locale du concept premium en Europe, puis de Canal+ Nederland qui deviendront BeTV (Wallonie) et Prime (Flandres) en Belgique et Film 1 / Sport 1 aux Pays-Bas.

Au début de l'année 2003, la chaîne compte 4 450 000 abonnés, soit 170 000 de moins que deux ans auparavant.
En février 2003, Jean-René Fourtou démet Xavier Couture de ses fonctions.

### L'ère Méheut (2003-2015)
Le gestionnaire Bertrand Méheut qui vient de l'industrie pharmaceutique, remplace Xavier Couture à la présidence du groupe. Il décide de poursuivre la restructuration du groupe. Le siège mythique de la grande époque de Canal+ sur le quai André Citroën est revendu, le groupe s'installe à Issy-les-Moulineaux. Un nouveau plan social est mis en place avec 305 postes supprimés et 138 autres externalisés,, qui touche tous les services (sauf la création, les commerciaux et les relations clientèle). Lors du mouvement de grève consécutif à l'annonce du plan social, le journal de la mi-journée du 14 mars 2003 de Canal+ est remplacé par une édition réduite, présentée par Priscilia de Selve et réalisée par les équipes d'i>Télé, avec un retard exceptionnel de trois quarts d'heure.
Au début de l'année 2003, la chaîne compte 4 450 000 abonnés, soit 170 000 de moins que deux ans auparavant.
À la rentrée 2003, la grille en clair est revue. Emmanuel Chain anime Merci pour l'info et Stéphane Bern présente 20 h 10 pétantes. Canal+ fête sereinement ses 20 ans en 2004. La chaîne renoue avec les succès de l'époque NPA avec Le Grand Journal de Michel Denisot. Canal récupère l'exclusivité des droits TV de la Ligue 1 pour 600 millions d'€ face à son concurrent TPS et acquiert les droits de la série Desperate Housewives. En 2005, Canal change de stratégie sur la TNT et décide de lancer sa chaîne info i>Télé en gratuit. Fin 2005, Patrick Le Lay, patron de TF1, accepte le principe d'une fusion entre son bouquet satellite TPS et Canalsat. La fusion est concrétisée début 2007 avec l'absorption de TPS par Canalsat.
À la rentrée 2006, Stéphane Bern et Karl Zéro quittent la chaîne, le Vrai Journal est remplacé par une émission politique, Dimanche+, animée par Laurence Ferrari, puis par Anne-Sophie Lapix. Jamel Debbouze lance le Jamel Comedy Club et Thierry Ardisson anime Salut les Terriens. À la rentrée 2007, Yann Barthès anime Le Petit Journal dans Le Grand Journal. Ces nouveaux programmes en clair connaissent beaucoup de succès et deviennent rentables pour la chaîne. Fin 2007, Canal renouvelle ses droits TV de la Ligue 1, mais il les partage avec Orange.
Fin 2010, les émissions de Canal+ sur le réseau à la norme L analogique et au standard couleur Sécam sont définitivement arrêtées, au profit de la télédiffusion numérique sur la TNT. En 2011, Canal+ renouvelle ses droits TV de la Ligue 1, mais il les partage cette fois avec Al Jazeera. De plus, le groupe tente d'obtenir une fréquence sur la TNT gratuite pour lancer Canal 20. Face à la réticence du gouvernement et de ses concurrents TF1 et M6, Canal rachète Direct 8 et Direct Star à Bolloré. Le 15 décembre 2011, Canal+ ouvre son premier magasin, dans le centre commercial de Vélizy 2.
Le 21 décembre 2012, le Conseil d'État rend publique sa décision et de fait, supprime l'autorisation concernant la fusion avec TPS. Il confirme la décision de l'autorité de la concurrence contre le recours déposé par Canal+ contestant les décisions de l'autorité de régulation. La décision de l'autorité de la concurrence de septembre 2011 est confirmée : retrait de l'autorisation de fusion des deux bouquets TPS et Canalsat. En revanche, l'amende prononcée en 2011 à l'encontre de Canal+ passe de 30 à 27 millions d'euros.
En février 2013, la chaîne cryptée obtient la diffusion de la Formule 1 pour 29 millions d’euros par an. Cyril Linette, directeur des sports de Canal+, affirme au journal L'Équipe : « il n'y a pas, dans le monde du sport, de feuilleton du niveau de la F1 » avant d’expliquer que la chaîne n’a pas vocation à « diffuser tout le sport, mais de monter en gamme pour proposer le meilleur ». Peu de temps auparavant, le service des sports a réussi à conserver les droits pour la Première League anglaise, le championnat le plus regardé au monde.
Le 26 août 2013, l’animateur Antoine de Caunes arrive à la présentation du Grand Journal, après le départ de Michel Denisot.
Pour répondre à la demande de ses abonnés, le groupe lance le 21 septembre la chaîne Canal+ Séries. La nouvelle entité diffuse ses productions originales comme Braquo, mais aussi les grands succès de HBO comme Game of Thrones, The Wire ou encore Boardwalk Empire.
Le 3 février 2014, Canal+ annonce une prise de participation à 60 % dans Studio Bagel, chaîne humoristique sur YouTube.
Le 4 novembre 2014, la chaîne cryptée célèbre ses trente ans avec une semaine de programmes spéciaux.

### Havas puis Vivendi: arrivée de Bolloré
Le groupe Havas, racheté par Vivendi en 1998 puis renommé Vivendi Universal Publishing dont la maison mère Vivendi prend contrôle de Canal+, au tout début des années 2000. En 2004, l'homme d'affaires Vincent Bolloré commence à prendre une participation dans Havas et rapidement, le président d'Havas 21 juin 2005, de Pouzilhac démissionne après un an de bras de fer avec le nouvel actionnaire principal, le groupe Bolloré lequel détient une participation de 22 %. Le 21 juin 2005, Bolloré est nommé président de Havas.
En septembre 2012, le groupe Canal+ prend le contrôle des chaînes de télévision Direct 8 et Direct Star auprès du groupe Bolloré, qui, en échange, accède à une participation de 4,41 % du capital de Vivendi, maison mère de Canal+. Vincent Bolloré devient dès lors, son premier actionnaire en 2013 avec 5 %. Vivendi poursuit sa stratégie de recentrage sur les activités de médias et de contenus autour principalement du groupe Canal+ et d'Universal Music Group. Selon Jérôme Bonin, expert analyste de Natixis, Bolloré souhaite « installer Vivendi parmi les géants mondiaux Disney, ABC, Fox et les autres ».

### L'ère Bolloré (2014-2018)
La fin de saison 2014-2015 est marquée par la reprise en mains de Canal+ par Vincent Bolloré, le nouveau patron de Vivendi. Celui-ci écarte Rodolphe Belmer (directeur des programmes) de la direction et le remplace par son adjoint Maxime Saada. Bertrand Méheut est également remplacé par Jean-Christophe Thiery au poste de président du directoire tandis que Vincent Bolloré prend personnellement le contrôle de la chaîne en tant que président du conseil de surveillance, poursuivant la restructuration entreprise depuis juin 2015.
En juin 2014, l'assemblée générale du groupe valide l'arrivée de Vincent Bolloré à la tête du conseil de surveillance. Arnaud de Puyfontaine est nommé directeur général du groupe.
En mars 2015, le groupe Bolloré vend 22,5 % de Havas pour 601 millions d'euros, dans le but d'augmenter le flottant de l'action Havas.
En mai 2017, le groupe Vivendi annonce l'acquisition de la participation de 60 % du groupe Bolloré dans Havas pour un montant de 2,36 milliards d'euros,, en cas de réussite de cette opération, les 40 autres pourcents d'Havas devrait être repris également par Vivendi, pour un total de 3,881 milliards d'euros,.

### Les Guignolsen crypté
De nombreuses modifications sont apportées aux différentes émissions de la chaîne payante : les Guignols passent en crypté et plusieurs animateurs de la chaîne se voient affectés à d'autres émissions. Certains observateurs notent que les cas de censure des programmes et d'ingérence de la part de Bolloré se multiplient.
Fin 2015, Canal+ perd les droits de la Premier League au profit de SFR. Gros coup dur pour Canal qui cherche alors à s'allier à BeIn Sports via un accord de distribution exclusif. Mais à la suite des règles imposées après l'annulation de la fusion avec TPS en 2012, l'autorité de la concurrence refuse cet accord.
Le 22 avril 2016, l'actionnaire annonce une série de mesures d'austérité concernant les chaînes Canal+ (endettées à 1 milliard d'euros) et leur chaîne sœur I>Télé, elle aussi déficitaire[réf. nécessaire]. Quelques jours plus tard, le site Les Jours annonce qu'au cours du premier trimestre 2016, la chaîne aurait perdu près de 200 000 abonnés, soit la moitié des départs nets enregistrés pour l'ensemble de l'année 2015. Début 2016, Canal+ décide de « ressusciter » le cryptage analogique sur les émetteurs numériques. Le message affiché par les décodeurs est ainsi remplacé par une diffusion brouillée de la chaîne, avec un message incitant à s'abonner.
Le printemps 2016 est marqué par de nombreuses annonces de départs d'animateurs : Yann Barthès, Grégoire Margotton, Maïtena Biraben, Ali Baddou, Ophélie Meunier et Thomas Thouroude quittent la chaîne. Le 27 juin 2016, le groupe Canal+ annonce que les programmes en clair de la chaîne passeront de 6 heures à 2 heures par jour à la rentrée 2016 pour placer des programmes premium afin de recruter plus d'abonnés. Il annonce également que certains programmes seront semi-gratuits soit une partie en clair, une partie en crypté.
En novembre 2016, Canal+ reconnaît avoir perdu 542 000 abonnés en 1 an.
À partir de la fin 2016, Canal+ cesse de payer les droits d'auteur des programmes qu'il diffuse.
Le 10 avril 2018, Vincent Bolloré annonce qu'il quitte la présidence de Canal+ tout en restant à la tête de la maison mère Vivendi et du groupe Bolloré qui la contrôle. Il est remplacé par Maxime Saada et Jean-Christophe Thiery.

### L'ère Saada (depuis 2018)
Fin mai 2018, lors de l’attribution des droits télévisés pour la Ligue 1 pour la période 2020-2024, le groupe espagnol Mediapro rafle les lots N1, N2 et N4, au grand dam du groupe Canal+ qui ne s'est vu attribuer aucun lot de diffusion.
Le 1er juin 2018, Canal+ annonce la fin des Guignols de l'info, émission culte qui disparaît effectivement le 22 juin 2018.
Le 31 octobre 2018, Canal+ renoue avec le football télévisé en récupérant pour trois saisons les droits du championnat d'Angleterre, la Premier League, à partir de la rentrée 2019. Le montant de l'acquisition serait proche des 115 millions d'euros mis sur la table par RMC Sport deux ans plus tôt. Ce succès glané lors de l'appel d'offres laisse entrevoir un retour de la chaîne cryptée dans le monde du foot alors qu'elle a perdu peu à peu ses acquisitions historiques lors des dernières années (Championnat d'Angleterre, Ligue 1 et Coupe d'Europe). Maxime Saada, le président du directoire de Canal+ évoque une « acquisition importante mais pas essentielle ».

#### Diversification et départs
Le 27 mai 2019, Canal+ annonce avoir acheté au fonds d'investissement Astorg Partners, l'opérateur de télévision payante M7 pour un montant « légèrement supérieur à 1 milliard d'euros »,,. Ce groupe, agrégateur et distributeur de chaînes locales et internationales par satellite et plateforme OTT, est présent en Belgique, Pays-Bas, Autriche, Tchéquie, Slovaquie, Hongrie et Roumanie.
Début juillet 2019, un plan de départs volontaires est souhaité par la direction de Canal qui souhaite supprimer 500 postes sur les 2 800 existants,. Toutes les entités sont touchées, mais la plus concernée est celle du pôle édition. Le 9 juillet, la direction rencontre les représentants des salariés pour leur signifier qu'au total, 492 postes seront supprimés, espérant que ces départs s'effectueront dans le cadre du volontariat. La direction justifie cette volonté de dégraisser par la concurrence avec les plateformes de streaming et la disparition progressive du football sur ses antennes. Le 15 juillet 2019, le groupe Canal annonce le rachat des activités de distribution, de production et d'édition de chaînes d'Iroko, un géant nigérian de la VOD dont il est déjà actionnaire minoritaire,. Avec ce rachat, Canal espère se renforcer sur le marché de Nollywood, en pleine expansion ces dernières années,. À la rentrée 2019, la grille en clair est revue. Isabelle Moreau anime L'info du Vrai le mag à 17 h 45 et Yves Calvi présente L'Info du vrai à 18 h 30, suivi par Clique de Mouloud Achour. Néanmoins, l'émission semble accélérer la chute d'audience de la chaîne et atteint un seuil critique le 18 septembre 2019 (0,3 % de l'ensemble du public) faisant de Canal+ la chaîne la moins regardée de toute l'offre TNT. En septembre 2019, Canal annonce avoir trouvé un accord avec le géant Netflix pour proposer sa plateforme à ses abonnés : à partir du 15 octobre 2019, par le biais d'un abonnement complémentaire, les abonnés Canal pourront avoir accès au catalogue Netflix,. Fin novembre 2019, Canal+ récupère les meilleures affiches de la Ligue des Champions pour la période 2021-2024. En décembre 2019, Canal+ rachète finalement auprès de BeIn Sports les droits du championnat de France de football pour les saisons 2020-2024 et récupère donc par la même occasion les deux affiches de Ligue 1 devant être diffusées au cours de cette période sur beIn Sports. Le montant de cet accord représente selon le site Les Jours une facture de 300 millions d’euros par an. Il s'agit de l'affiche du samedi à 21 h et de celle du dimanche à 17 h. En revanche, il perd son affiche historique du dimanche à 21 h, étant diffusée sur Mediapro. Le Canal Football Club ne pourra par ailleurs plus diffuser les résumés de matchs. En décembre 2019, Canal annonce avoir trouvé un accord avec Disney+ pour devenir le diffuseur exclusif de la nouvelle plateforme en France. Le lancement officiel, initialement prévu le 24 mars 2020, a finalement lieu le 7 avril, en raison de la crise Covid-19. Parmi les nouveautés les plus attendues, la possibilité pour Canal de diffuser les productions cinéma de Disney à peine huit mois après leur sortie sur grand écran (contre 36 mois en moyenne aujourd'hui). En revanche, il n'est pas obligatoire d'être abonné à Canal+ pour avoir accès à Disney+, un abonnement auprès de Disney+ suffit pour y avoir accès.

#### Perte de la Ligue 1
À partir de la rentrée 2020, la grille du sport et particulièrement du foot évolue avec la perte des droits de la Ligue 1. Une affiche de Top 14 de rugby va prendre la place du grand match de Ligue 1 du dimanche soir et le Canal Rugby Club, présenté par Isabelle Ithurburu, débute à 20 h 10, tandis que le Canal Football Club, raccourci, est diffusé l'heure d'avant, à partir de 19 h,. En pleine crise liée à l'épidémie de Covid-19, les dirigeants de Canal décident de passer la chaîne en clair à partir du 16 mars 2020 sur toutes les box TV, ainsi que les cinq autres chaînes Canal : Cinéma, Sport, Séries, Famille et Décalé. Une décision qui déclenche l'ire du monde audiovisuel qui dénonce une stratégie marketing qui profite d'un état d'urgence sanitaire et d'un confinement pour se faire de la publicité tandis que des milliers d'abonnés continuent de payer au prix fort des services devenus gratuits pour les autres. La chaîne a pris cette décision sans prévenir non plus les auteurs et producteurs des œuvres qui se trouvent ainsi diffusées gratuitement : « Au risque de me faire écharper par les gogos de la gratuité l'opération Canal plus en clair est une honte qui bafoue toutes les règles de droit et en particulier du droit d'auteur. Le CSA doit réagir avec la plus grande fermeté » résume Pascal Rogard, le directeur général de la SACD. Face à cette levée de boucliers de concurrents qui dénoncent aussi la façon dont Canal « viole les règles », la direction se voit contrainte de crypter quatre de ses six chaînes le 20 mars en laissant Canal+ et Canal+ Séries en clair toute la journée jusqu'au 31 mars,.
En septembre 2020, Maxime Saada annonce vouloir porter plainte contre Mediapro, le diffuseur du championnat de France de football. Maxime Saada s'estime victime d'une « inégalité de traitement » après avoir pris note des conditions que Canal+ doit respecter dans le cadre de la distribution de la chaîne Téléfoot. « Je crains qu'ils essayent de nous faire payer les montants qu'ils n'auraient peut-être pas obtenus des autres. Cela, c'est hors de question pour Canal+ ! », estime Maxime Saada qui juge les conditions « irréalistes ». En octobre 2020, la filiale STUDIOCANAL licencie son directeur des productions, Nicolas Dumont. Le 4 février, Canal+ récupère finalement l'intégralité des droits TV de la Ligue 1 pour la fin de saison 2020-2021 et fête le retour du foot le dimanche soir avec le Classico PSG-OM.
L’humoriste Sébastien Thoen est licencié de Canal+ en décembre 2020 pour un sketch parodiant l’émission de Pascal Praud diffusée sur CNews (également propriété du groupe Canal+). En réaction, la société des journalistes du groupe publie un communiqué indigné, tandis que le commentateur sportif Stéphane Guy lui apporte son soutien à l'antenne. Ce dernier est aussitôt mis à pied, tandis que les signataires du communiqué subiraient depuis des « pressions managériales incessantes ». D’après le site Les Jours, il s’agit pour Vincent Bolloré, le propriétaire du groupe, « de faire un exemple. […] Les journalistes de Canal ont été réunis par la direction pour carrément les menacer, leur dire qu’il ne faut pas dire un mot à l’antenne en faveur de Stéphane Guy ».
Début mars 2021, la direction de Canal+ annonce que quatre Grands Prix de la saison de Formule 1 2021 seront disponibles en clair puisque la chaîne récupère les droits de TF1. Parmi ces courses diffusées en clair, le GP de Monaco et le GP de France. Fin mai 2021, Canal+ annonce conserver les droits auprès de Sanzaar pour plusieurs saisons pour la diffusion des principales compétitions de rugby de l'hémisphère Sud. En septembre 2021, Canal+ annonce l'acquisition d'une participation de 70 % dans SPI International, une entreprise ayant des dizaines de chaînes thématiques dans différents pays.
En décembre 2021, Canal+ annonce son intention de ne plus diffuser le Festival de Cannes, après 28 années de collaboration,. En 2021, la chaîne revendique 8,9 millions d'abonnements. Le 10 février 2022, Canal+ peut désormais diffuser les films seulement 6 mois après leur sortie en salle. Canal+ conserve l'exclusivité de diffusion des films qu'elle a co-financés pendant neuf mois. Le 15 février 2022, Canal+ annonce un partenariat avec le groupe Paramount afin de permettre l'accès aux abonnés de l'offre Ciné Séries à la plateforme de streaming Paramount + pour décembre 2022. Le 29 juin 2022, la chaîne cryptée remporte l'intégralité des droits des coupes d'Europe de football de 2024 à 2027 (Ligue des champions de l'UEFA, Ligue Europa et Ligue Europa Conférence). Selon L'Équipe, elle devra débourser 480 millions d'euros.

#### Contrat TF1, pertes financières et départ de la chaîne de la TNT payante
Le 1er septembre 2022 la chaîne décide de ne pas renouveler son contrat avec TF1 pour des raisons d’accord financier, privant les abonnés de TF1 sans modifier le tarif. La société Canal+ décide d'interrompre également la diffusion de toutes les chaînes du groupe TF1 sur l'offre TNT Sat qu'elle exploite. Le 5 septembre 2022, le groupe TF1 déclare porter plainte en référé contre Canal+ à la suite de cette décision. Le 7 novembre, un accord de diffusion est signé entre les deux chaînes.
En juillet 2023, un audit interne dévoile que Canal+ subit de lourdes pertes annuelles s'élevant à 26 millions d'euros.
En 2024, Canal + monte progressivement au capital de Viu, un opérateur de streaming de Hong-Kong considéré comme un leader en Asie et pour lequel il acquiert 36,8 % des parts en juin.
Le 4 novembre 2024, la chaîne, toujours présente malgré ses difficultés initiales, et tentant de s'adapter, fête ses 40 ans dans une émission spéciale du soir animée par Antoine de Caunes.
Le 5 décembre 2024, avec les autres programmes payants Canal+ Cinéma(s), Canal+ Sport et Planète+, la quatrième chaîne française annonce son départ de la TNT dès juin 2025, après l'annonce du retrait de l'autorisation C8 de l'Arcom, à compter du 28 février 2025. L'économie d'exploitation des émetteurs TNT s'élèverait à environ 10 à 15 millions d'euros pour chaque programme de télévision émis sur le plan national.

## Identité graphique

### Logos

#### Origine du logo
Le tout premier logo de la chaîne est composé d'un cercle et d'une croix. Ce premier sigle lors du lancement, présente une forte ressemblance avec la croix celtique, laquelle est alors utilisée par divers mouvements d'extrême droite. Le logo est donc retouché et redessiné, en décalant la croix vers la droite et en ovalisant le cercle, devenant la fameuse ellipse. Le fait que cette ressemblance ait été volontairement recherchée par un dessinateur sympathisant d'extrême droite est une légende urbaine récurrente qui court dans ces milieux[réf. nécessaire]. En réalité, dans l'ouvrage La télé, 10 ans d'histoires secrètes écrit par deux journalistes du quotidien Libération, on apprendra que le logo est né d'une erreur d'impression et de transcription, partant de la lettre C et du chiffre 4. Le nom de code du dossier est alors Canal 4 (canal national no 4, après ceux de TF1, Antenne 2 et FR3). Le chiffre mal imprimé aurait ainsi donné à André Rousselet, l'idée du titre définitif de la chaîne.
{{|Le 28 août 1995, les tests d'un nouvel habillage sont réalisés pendant la nuit pour valider le changement technique et l'arrivée d'un nouveau logo. Ainsi, Robial épure son logo en cartouche noir écrit en blanc et le décline l'année suivante sous forme de multiplex pour le satellite : Canal+ Bleu (plutôt orientée émissions et documentaires) et Canal+ Jaune (plutôt orientée cinéma). Le dimanche, 6 septembre 1998, Canal+ Vert (plutôt orientée sport) vient compléter le multiplex}}.
Le 1er septembre 2003, l'habillage des carrés évolue. Les pré-génériques sont supprimés et les génériques sont composés de carrés qui traversent l'écran et se chevauchent derrière le titre du programme (pour certains génériques, d'abord le titre de l'émission puis la catégorie : « Cinéma », « Sport », etc.) et se terminent sur fond noir par un indicatif sonore et le logo de la chaîne en bas. Côté musique, cet habillage est surtout accompagné d'un instrument en particulier : le vibraphone. Le 3 septembre 2007, l'habillage évolue pour passer au format 16/9e avec l'arrivée de traits et de cercles.
Le 31 août 2009, Canal+ réactualise son habillage, la chaîne ayant exploité jusqu'alors les directives d'Étienne Robial depuis le milieu des années 1980.
Le 4 novembre 2020, jour de son 36e anniversaire, Canal+ dévoile un nouveau moving logo. Pour Canal+, cette nouveauté s'inscrit en réalité dans une évolution plus profonde de son identité graphique et illustre la stratégie de transformation du groupe[réf. nécessaire].

Logo de Canal+ du 4 novembre 1984 au 28 août 1995.
Logo actuel de Canal+ depuis le 28 août 1995.

### Slogans
- du 4 novembre 1984 au 5 septembre 1986 : « Canal+, la télévision des nouvelles images » ;
- du 6 septembre 1986 au 27 août 1989 : « Canal+, c’est plus » ;
- du 28 août 1989 au 5 juillet 1992 : « Canal+, la télé pas comme les autres » ;
- du 6 juillet 1992 au 29 août 1999 : « Au moins pendant que vous regardez Canal+, vous n’êtes pas devant la télé » ;
- du 30 août 1999 au 9 avril 2005 : « Canal+ et tellement plus encore » ;
- du 10 avril 2005 au 18 septembre 2009 : « Canal+, demandez plus à la télé » ;
- du 19 septembre 2009 au 31 mars 2010 : « Canal+, créateur original de programmes originaux »[152] ;
- du 1er avril 2010 au 24 août 2014 : « Plus on aime Canal+, plus on aime le cinéma » ;
- du 25 août 2014 au 23 août 2015 : « 30 ans et vous n'avez encore rien vu » ;
- du 24 août 2015 au 15 février 2021 : « Créateur et original depuis 1984 » ;
- depuis le 15 février 2021 : « Pour vivre ensemble ces moments là ».
- depuis décembre 2022 : « Ne confiez pas votre imagination à n'importe qui »[153],[154].

## Programmation
Canal+ est une chaîne semi-généraliste axée essentiellement sur le cinéma, les séries et le sport.
- Sur ses plages en clair (matin, midi, soir), la chaine diffuse des magazines d'actualité et d'interviews sur le cinéma, les séries et le sport. Canal+ diffuse aussi quelques programmes de divertissement.
- Sur ses plages en crypté, les abonnés peuvent accéder à des films récents en exclusivité, des séries multirediffusés pendant plusieurs mois. Les abonnés ont accès également à des retransmissions sportives en direct (football, rugby, Formule 1, Moto GP).

### Cinéma
- Films : 400 films récents en exclusivité par an, sur l'ensemble des antennes du groupe Canal+.
  - Coup de Cœur, le mardi à 21h10, présenté par Laurie Cholewa.
  - Box-Office, le vendredi à 21h10.
  - Canal+ Premières, avec un film inédit jamais sorti en salle, en exclusivité sur Canal+, le samedi à 21h10, présenté par Pierre Zéni.
  - Des films de genre déjà diffusés sur Canal+ Cinéma(s).
  - Surprises : des courts-métrages français et étrangers
- Magazines cinéma :
  - Tchi tcha : émission d'actualité sur le cinéma, diffusé le mercredi à 18h45, présenté par Laurie Cholewa (depuis 2016)
  - Faut voir ! L'hebdo cinéma : émission d'actualité sur le cinéma, diffusé le vendredi à 20h25, présenté par Antoine de Caunes (depuis 2023)
  - Le cercle cinéma : émission de critique cinématographique, diffusé le samedi à 12h25, présenté par Lily Bloom (depuis 2004)
  - Têtàtête(s) : émission d'interview d'une personnalité du cinéma, diffusé le samedi à 11h55, présenté par Laurie Cholewa (depuis 2023)
  - L'hebd'Hollywood : émission sur le cinéma américain, diffusé le samedi à 12h15, présenté par Didier Allouch (depuis 2020)
  - Le journal du hard : émission sur le cinéma pornographique, diffusé le premier samedi du mois à minuit, présenté par Lele O (depuis 1991)
- Documentaires cinéma :
  - Des documentaires uniques sur le cinéma et la société en lien avec le film diffusé en prime-time.
- Cérémonies et festival :
  - César du cinéma : cérémonie de récompenses de cinéma, diffusé en février (depuis 1994)
  - Oscars du cinéma : cérémonie de récompenses américaine de cinéma, diffusé en mars.
  - Mostra de Venise, festival de cinéma international à Venise, diffusé en septembre.
  - Emmy Awards, cérémonie de récompenses de la télévision, diffusé en septembre.
  - Festival de Deauville, festival de cinéma international à Deauville, diffusé en septembre.
  - Glolden Globe Awards, cérémonie de récompenses de cinéma et de télévision américaines, diffusé en décembre.
  - British Academy Film Awards, cérémonie de récompenses des meilleurs films internationaux, diffusé en février.

### Séries
- Séries : La liste des séries diffusées par Canal+ est sur Canal+ Séries.
  - Création Originale : des séries créées et produites par Canal+, le lundi à 21h10.
  - Création Décalée : des séries françaises, le lundi à 21h10.
  - Une série Canal+ : des séries étrangères, le jeudi à 21h10.
  - Fiction : des téléfilms français et étrangers, en événementiel.
- Magazines sur les séries
  - Le cercle séries : émission de critique sur les séries, diffusé bimensuellement lundi à 23h, présenté par Renan Cros (depuis 2019)
  - Les coulisses d'une création originale : magazine de making of des créations originales de Canal+.
- Cérémonies et festivals :
  - Canneséries : cérémonie de récompenses sur les séries, diffusé en avril (depuis 2023).

### Sport
Retransmissions sportives
- Football : 1 affiche de Ligue des Champions le mercredi à 21h. Les autres affiches sont diffusées sur Canal+ Foot et Canal+ Live
- Football : 1 affiche de Ligue Europa le jeudi à 21h. Les autres affiches sont diffusées sur Canal+ Foot et Canal+ Live
- Football : 1 affiche de Premier League, le dimanche à 17h30. Les autres affiches sont diffusées sur Canal+ Foot et Canal+ Live.
- Rugby : 2 affiches de Top 14, le samedi et le dimanche à 21h. Un multiplex diffusé le samedi à 17h. L'intégralité des matchs est diffusée sur Canal+ Sport et Canal+ Live.
- Formule 1 : le Grand-Prix le dimanche à 15h. Les essais et les qualifications sont diffusés sur Canal+ Sport.
- MotoGP : le Grand-Prix le dimanche à 14h. Les essais et les qualifications sont diffusés sur Canal+ Sport 360.
- Boxe : en événementiel.
- Golf : en événementiel. L'intégralité des compétitions est diffusée sur Canal+ Sport et Golf+.
- Padel : en événementiel.

Magazines sportifs :
- Canal football club : magazine sur le football, diffusé tous le dimanche à 19h30, présenté par Hervé Mathoux (depuis 2008)
- Canal champions club : magazine sur la Ligue des Champions, diffusé le mercredi à 19h50 et 23h, présenté par Hervé Mathoux (retour depuis 2021)
- Soir d'Europe : magazine sur la Ligue Europa, diffusé le jeudi à 20h30 et 23h, présenté par Clément Gacheny (depuis 2021)
- Canal rugby club : magazine sur le rugby, diffusé tous le samedi à 19h50 et tous le dimanche à 20h25, présenté par Astrid Bard (depuis 2015)
- Canal sports club : magazine omnisports, diffusé chaque samedi à 18h45, présenté par Nicolas Tourriol (depuis 2018)
- Match of ze day / The match : magazine de présentation de la Premier League, diffusé le week-end, présenté par Joris Sabi (depuis 2008).
- En pôle : magazine sur l'automobile et la moto, diffusé avant les courses d'automobile et de moto, présenté par Pauline Sanzey (depuis 2018).
- La grille : magazine sur l'automobile et la moto, diffusé avant les courses de Formule 1 et de MotoGP, présenté par Pauline Sanzey et Margot Laffite, diffusé le dimanche à 13h15 (depuis 2013).
- Formula one : magazine de débrief sur la Formule 1, présenté par Pauline Sanzey et Margot Laffite (depuis 2013).
- Débrief moto : magazine sur la MotoGP, présenté par Jules Duremble (depuis 2013).
- Golf+ le mag, magazine d'actualité sur le golf, présenté par Thomas Guichard, diffusé dans la nuit de mardi à mercredi.

Documentaires sportifs :
- Doc sport : documentaire unique mensuel, diffusé le dimanche à 21h10.
- Intérieur sport, série documentaire omnisports en immersion, présenté par Amandine Morhaim (depuis 2007).

### Documentaire
- Les nouveaux explorateurs : série documentaire de découverte, diffusée chaque jeudi à 23h (retour depuis 2022).
  - Jérôme, les yeux dans le bleu : de Jérome Delafosse
  - Les nouveaux éclaireurs
  - Les terroirs de Fred Chesneau
  - Alexia cuisine la France : de Alexia Duchêne
  - Voyages au bout de l'effort : de Victor Bergeon
  - L'enfant de la forêt
  - Culture & street
  - Fatou en mode…

### Magazine
- Clique : émission consacrée à une personnalité, diffusée du lundi au jeudi à 19h20, présenté par Mouloud Achour (depuis 2019)
- En aparté : émission consacrée une personnalité, diffusée du lundi au jeudi à 20h35, avec la voix de Nathalie Levy (retour depuis 2021)

### Divertissement
- Viendez au Groland : émission satirique et parodique, diffusée chaque dimanche à 12h45 (depuis 2016)
- Hot ones : émission mensuelle de divertissement sur une personnalité, diffusée le mercredi à 23h50, présenté par Kyan Khojandi (depuis 2022)
- Saturday night live : émission parodique américaine, diffusée chaque dimanche, à 23h20
- Jamel comedy club : émission estivale de divertissement, diffusée du lundi au vendredi à 19h45, présenté par Jamel Debbouze (depuis 2006).
- Déambulations : concerts en deuxième partie de soirée en événementiel (depuis 2023)
- Spectacle : one-man-show mensuel, le mercredi à 21h10.

## Critiques orientées
À partir de l'année 2014, on constate une certaine campagne, alimentée par quelques polémistes et auteurs français contre la chaîne.
En 2014, l'écrivain catholique François Taillandier exprime une analyse critique visant à dépeindre Canal+ comme une chaîne élitiste. Pour lui, « Canal+ devint ainsi la chaîne réservée à ceux qui ne sont pas des cons », « ces cons incarnés par les fameux Deschiens : le peuple, les pauvres incultes. Canal+, la chaîne des urbains évolués, des libéraux-libertaires. »
En 2014, dans son livre Le suicide français, le polémiste d'extrême droite Éric Zemmour consacre un chapitre sur la chaîne intitulé Canal plus, la chaîne cathodique du bien où il explique le souhait du groupe Havas et du président Mitterrand de créer l'équivalent d'un HBO français. Selon lui, les programmes en clair sont d'un ton hédoniste, individualiste et d'une ironie au service des libéraux-libertaires. Il moque certaines émissions qui critiquent le capitalisme et la finance alors que la chaîne est alors abreuvée de productions d'Hollywood et que les actionnaires viennent de banques américaines. L'aspect le plus critiqué par Zemmour est, selon lui, l'idéologie de « la haine de la France, de l'histoire de France » notamment dans les Guignols de l'info, Les Deschiens où les classes populaires sont assimilées à l'inculture, la médiocrité et le racisme. Alors que ce sont les classes populaires qui ont permis à la chaîne cryptée de connaître le succès des abonnements avec le sport et les films X. Ce mépris de cette catégorie sociale, lui fait rappeler celui des aristocrates de l'ancien régime avec les paysans. Sauf les jeunes issus de l'immigration africaine, comme Debbouze et Omar Sy, lesquels sont selon lui, « couverts d'or ».
En 2014, la responsable du Front national Marine le Pen, annonce s'être désabonnée de Canal+, en raison selon elle, de la ligne éditoriale des journalistes de la chaîne, expliquant que Canal+ serait une chaîne de bobos, conformistes et méprisants à l'encontre d'elle, de son parti et ses électeurs,,. Propos que confirme Éric Zemmour, en affirmant également de son côté lors de l'émission Ça se dispute sur I-Téle, que Canal + a toujours été une chaîne de bobos, qu'elle a été faite pour ça, elle a été faite par eux, pour eux et pour mépriser le peuple français,.
En 2018, le polémiste politique Christophe Guilluy considère que Canal+ représenterait « la quintessence de l'idéologie libérale-libertaire dominante ». La chaîne aurait travaillé à la relégation des classes populaires en les associant systématiquement à un type de dégénérescence. Il analyse la série des Deschiens tout comme la marionnette de Johnny Hallyday des Guignols de l'info comme caractéristiques du processus de dépréciation des classes populaires propres en particulier à cette chaîne.

## Contexte stratégique et spécificités

### Privilèges et statut spécial entre 1983 et 1996
Canal+ bénéficie d'une réglementation et d'un statut inédits et spécifiques. Le 6 décembre 1983, l'État français offre à l'opérateur Havas plusieurs privilèges ; la mesure la plus controversée concerne la concession de service public l'autorisant à exploiter la diffusion hertzienne terrestre, un privilège unique au monde pour une chaîne à péage.
Depuis son lancement, la chaîne payante apparaît « brouillée » aux non abonnés (l'image et le son sont perturbés pour restreindre l'accès aux abonnés via le décodeur). Toutefois, une réglementation spécifique prévoit de laisser une partie de l'antenne accessible à tous (en « clair ») pour permettre la promotion commerciale et attirer de nouveaux abonnés. Les « fenêtres en clair » quotidiennes vont être non seulement rallongées, mais l'État français autorise également la publicité durant ces tranches horaires (décret du 14 mars 1986). La nouvelle loi audiovisuelle du 30 septembre 1986 maintient le statut juridique de Canal+. Toutefois, cette loi interdit alors le renouvellement de cette concession. Pour autant, la loi du 1er février 1994 modifie ces clauses avec, notamment, une disposition favorable au maintien de la concession de Canal+. Il faut attendre, le 6 décembre 1995 pour que le CSA négocie une convention avec la chaîne et la reconduction de son autorisation.
Depuis lors, Canal+ est soumis au régime de droit commun. En revanche, la réglementation concernant le volume horaire et la publicité pour ses « plages en clair » reste en vigueur alors que ces dispositions ont été fixées en 1983, pour aider la chaîne à son essor et à une période où sa situation commerciale et financière est en péril (de 1984 à 1986).

### Vers l'Europe et la diffusion par satellite
Le premier développement de Canal+ concerne la participation à la plateforme de télédiffusion par satellite franco-allemande (TDF 1, Kopernicus, TVsat) devant exploiter la nouvelle norme TV européenne analogique D2 Mac. Devant diffuser aux côtés de la future chaîne culturelle franco-allemande (La Sept future Arte), une chaîne de sport, une chaîne éducative « jeunesse » et une chaîne musicale, Canal+ commence ses diffusions satellitaires à compter de l'été 1990. Toutefois, cette plate-forme de télédiffusion est concurrencée par le satellite luxembourgeois de la société SES Astra.
La chaîne investit alors dans la création de chaînes premium en Europe et sur le bassin méditerranéen en lançant Canal+ TVCF, en Belgique francophone, puis au Luxembourg le 26 août 1988, Canal Horizons (devenue Canal+ Horizons) sur le continent africain le 18 avril 1990, Canal+ España (Espagne) le 8 juin 1990, Tele+ (Italie) le 9 août 1990, Canal+ Polska (Pologne) le 2 décembre 1994, Canal+ Scandinavia (Danemark, la Suède, la Finlande et la Norvège) ainsi que Canal+ België et Canal+ Nederland (Pays-Bas et la Belgique flamande) le 1er septembre 1997.
Avec sa filiale MultiThématiques, la chaîne crée aussi des chaînes thématiques sur le câble français, ainsi qu’à l’international (en Espagne, Belgique, Allemagne et Italie) en déclinant localement les programmes (Planète, Cinécinémas, Jimmy…).
Après l'échec des satellites TDF 1 et TDF 2 en D2 Mac, Canal+ lance son bouquet de chaînes à péage par satellite CanalSatellite au mode analogique pour sa première phase commerciale, dès le 14 novembre 1992. Il couvre la France uniquement, puis le 27 avril 1996 passe au mode numérique avec la reprise des chaînes développées pour le câble par MultiThématiques sur le satellite européen Astra. Canal+ va ensuite promouvoir ce modèle de bouquet en Europe en lançant CanalSatélite (Espagne) qui deviendra CanalSatélite Digital lors de son passage au numérique, Le Bouquet (Wallonie), Cyfra+ (Pologne), D+ (Italie), CanalSatelliet Digitaal (Pays-Bas), Canal Digital (Scandinavie).
À partir de 1998, Pierre Lescure demande à son ami « historique » Christian Dutoit de concevoir et lancer la première chaîne d'information du groupe Canal+ : i>Télévision devenue i>Télé, dont les premières émissions auront lieu lors du quinzième anniversaire de Canal+, le (4 novembre 1999).
Canal+ forme alors l'un des plus grands et des plus puissants groupes audiovisuels européens[réf. souhaitée], le groupe Canal+.

### Progression d'audience: taux de pénétration TNT
La mesure d'audience d'une chaîne à péage peut sembler secondaire par rapport au nombre de ses abonnés mais la spécificité de Canal+ est qu'elle exploite certaines plages horaires en clair, donc théoriquement accessible à tout téléspectateur équipé pour recevoir ses signaux.
Après voir perdu jusqu'à 512.000 abonnés entre 2018 et 2021, le groupe Canal+ semble avoir stabilisé ses résiliations en 2022. Toutefois, il n'est pas possible de connaître le nombre précis d'abonnés que la chaîne payante seule conserve réellement en France, car le groupe Vivendi ne communique plus ce type de données et il les amalgame aux résultats de la totalité de ses offre TV payantes ; de plus, le dénombrement et la manipulation des données d'abonnement sont sujets à controverse, comme l'a démontré un article publié par BFM TV en 2018.
Jusqu'à l'arrivée de la TNT, de très nombreux foyers français captent difficilement, voire pas du tout, les signaux de Canal+ en clair. Ainsi, à partir du 31 mars 2005 lors du lancement de la télévision numérique terrestre gratuite, soit avant l'introduction de la chaîne dans l'offre payante de la TNT en 2006, Canal+ diffuse quotidiennement les plages de programmes non cryptées (numérique en clair).
Dès lors, la chaîne payante a pu combler le retard de son « taux de pénétration » national (foyers pouvant réellement visualiser ses programmes notamment en clair) selon une problématique de parc d'équipement d'antennes VHF. Toutefois, même en considérant cette couverture de diffusion quasi totale de l'hexagone, on observe qu'entre les années 1980 où la chaîne frôle les 5 % d'audience, son score au début des années 2020 se situe à peine au dessus de 1 %.
En 2014, avec 2,6 % de part de marché, Canal+ est la huitième chaîne la plus regardée en France.
En 2016, l'audience de Canal+ s'effondre, en perdant 1 point par rapport à 2015.
Fin 2023, la chaîne peine à dépasser les 1 % d'audience.
| 1984 | 1985 | 1986  | 1987  | 1988  | 1989  | 1990  | 1991  | 1992   | 1993  | 1994  | 1995  |
| ---- | ---- | ----- | ----- | ----- | ----- | ----- | ----- | ------ | ----- | ----- | ----- |
|      |      | 4,1 % | 3,9 % | 4,3 % | 4,4 % | 4,3 % | 4,6 % | 5,0 %* | 4,9 % | 4,6 % | 4,4 % |

|      | Janvier | Février | Mars   | Avril  | Mai    | Juin   | Juillet | Août   | Septembre | Octobre | Novembre | Décembre | Moyenne annuelle |
| ---- | ------- | ------- | ------ | ------ | ------ | ------ | ------- | ------ | --------- | ------- | -------- | -------- | ---------------- |
| 1996 |         |         |        |        |        | 4,3 %  | 4,4 %   | 4,4 %  | 5,0 %     | 4,8 %   | 4,9 %    | 4,5 %    | 4,5 %            |
| 1997 | 4,6 %   | 4,5 %   | 4,8 %  | 4,6 %  | 4,9 %  | 4,6 %  | 3,3 %   | 3,7 %  | 5,0 %     | 4,8 %   | 4,7 %    | 4,8 %    | 4,5 %            |
| 1998 | 4,3 %   | 4,4 %   | 4,6 %  | 4,5 %  | 4,5 %  | 5,8 %* | 4,5 %   | 3,7 %  | 4,8 %     | 4,9 %   | 5,0 %    | 4,7 %    | 4,6 %            |
| 1999 | 4,8 %   | 4,6 %   | 4,8 %  | 4,2 %  | 4,7 %  | 4,1 %  | 3,7 %   | 3,9 %  | 5,1 %     | 4,9 %   | 5,0 %    | 4,2 %    | 4,5 %            |
| 2000 | 4,4 %   | 4,5 %   | 4,7 %  | 4,4 %  | 4,2 %  | 3,3 %  | 3,1 %   | 3,5 %  | 4,4 %     | 3,9 %   | 4,2 %    | 3,8 %    | 4,1 %            |
| 2001 | 3,7 %   | 4,0 %   | 3,8 %  | 3,8 %  | 3,6 %  | 2,9 %  | 2,5 %   | 3,2 %  | 4,0 %     | 3,7 %   | 3,9 %    | 3,6 %    | 3,6 %            |
| 2002 | 3,5 %   | 3,8 %   | 3,7 %  | 4,0 %  | 3,4 %  | 2,7 %  | 2,5 %   | 3,2 %  | 4,0 %     | 3,7 %   | 3,9 %    | 3,5 %    | 3,5 %            |
| 2003 | 3,6 %   | 3,7 %   | 3,3 %  | 3,8 %  | 3,8 %  | 3,2 %  | 2,9 %   | 3,5 %  | 4,1 %     | 4,0 %   | 4,4 %    | 4,1 %    | 3,7 %            |
| 2004 | 3,8 %   | 4,1 %   | 4,0 %  | 4,0 %  | 3,7 %  | 3,1 %  | 2,6 %   | 3,8 %  | 4,1 %     | 4,0 %   | 4,3 %    | 3,7 %    | 3,8 %            |
| 2005 | 3,9 %   | 3,8 %   | 4,0 %  | 3,8 %  | 3,8 %  | 3,4 %  | 2,4 %   | 3,2 %  | 3,7 %     | 3,8 %   | 3,8 %    | 3,2 %    | 3,6 %            |
| 2006 | 3,6 %   | 3,5 %   | 3,5 %  | 3,3 %  | 3,2 %  | 3,3 %  | 2,5 %   | 2,6 %  | 4,0 %     | 3,5 %   | 3,9 %    | 3,6 %    | 3,4 %            |
| 2007 | 3,5 %   | 4,1 %   | 3,9 %  | 3,9 %  | 3,8 %  | 3,0 %  | 2,3 %   | 2,7 %  | 3,3 %     | 3,4 %   | 3,5 %    | 3,6 %    | 3,4 %            |
| 2008 | 3,3 %   | 3,8 %   | 3,4 %  | 3,6 %  | 3,2 %  | 2,6 %  | 1,9 %   | 3,3 %  | 3,8 %     | 3,8 %   | 3,7 %    | 3,5 %    | 3,3 %            |
| 2009 | 3,2 %   | 3,3 %   | 3,6 %  | 3,6 %  | 3,6 %  | 2,7 %  | 1,6 %   | 2,5 %  | 3,2 %     | 3,2 %   | 3,3 %    | 2,9 %    | 3,1 %            |
| 2010 | 3,0 %   | 2,9 %   | 3,1 %  | 3,6 %  | 3,1 %  | 3,4 %  | 1,9 %   | 2,3 %  | 3,6 %     | 3,3 %   | 3,5 %    | 2,8 %    | 3,1 %            |
| 2011 | 3,1 %   | 3,2 %   | 3,3 %  | 3,4 %  | 3,6 %  | 3,0 %  | 1,7 %   | 2,2 %  | 3,4 %     | 3,2 %   | 3,4 %    | 3,1 %    | 3,1 %            |
| 2012 | 3,0 %   | 3,3 %   | 3,2 %  | 3,5 %  | 3,2 %  | 2,6 %  | 1,8 %   | 2,0 %  | 3,2 %     | 3,2 %   | 2,9 %    | 3,1 %    | 2,9 %            |
| 2013 | 2,6 %   | 3,1 %   | 2,9 %  | 3,4 %  | 3,0 %  | 2,6 %  | 1,5 %   | 2,0 %  | 3,0 %     | 3,0 %   | 2,9 %    | 2,9 %    | 2,8 %            |
| 2014 | 2,6 %   | 2,9 %   | 2,9 %  | 3,0 %  | 2,7 %  | 2,0 %  | 1,5 %   | 2,0 %  | 2,8 %     | 3,1 %   | 3,1 %    | 3,1 %    | 2,6 %            |
| 2015 | 2,8 %   | 3,2 %   | 3,1 %  | 3,0 %  | 2,9 %  | 2,3 %  | 1,7 %   | 2,1 %  | 2,5 %     | 2,4 %   | 2,4 %    | 2,3 %    | 2,6 %            |
| 2016 | 2,3 %   | 2,5 %   | 2,1 %  | 2,1 %  | 2,1 %  | 1,6 %  | 0,9 %   | 1,4 %  | 1,4 %     | 1,2 %   | 1,1 %    | 1,1 %    | 1,6 %            |
| 2017 | 1,2 %   | 1,2 %   | 1,1 %  | 1,1 %  | 1,1 %  | 0,8 %  | 0,8 %   | 1,3 %  | 1,6 %     | 1,5 %   | 1,4 %    | 1,2 %    | 1,2 %            |
| 2018 | 1,4 %   | 1,3 %   | 1,3 %  | 1,4 %  | 1,1 %  | 0,9 %  | 0,7 %** | 1,2 %  | 1,5 %     | 1,3 %   | 1,2 %    | 1,2 %    | 1,2 %            |
| 2019 | 1,2 %   | 1,5 %   | 1,2 %  | 1,3 %  | 1,3 %  | 1,3 %  | 0,9 %   | 1,3 %  | 1,5 %     | 1,3 %   | 1,3 %    | 1,4 %    | 1,3 %            |
| 2020 | 1,3 %   | 1,5 %   | 1,6 %  | 1,1 %, | 1,1 %, | 0,9 %  | 1,2 %   | 1,2 %  | 1,3 %,    | 1,3 %,  | 1,2 %    | 1,1 %    | 1,2 %            |
| 2021 | 1,2 %,  | 1,2 %,  | 1,1 %  | 1,3 %  | 1,4 %  | 1,1 %  | 0,8 %   | 1,0 %  | 1,3 %     | 1,1 %,  | 1,1 %,   | 1,1 %    | 1,1 %**          |
| 2022 | 0,9 %   | 1,0 %   | 1,1 %  | 1,4 %  | 1,5 %  | 1,3 %  | 1,2 %,  | 1,2 %, | 1,5 %     | 1,4 %   | 1,2 %    | 1,1 %    | 1,2 %            |
| 2023 | 1,0 %   | 1,1 %   | 1,2 %, | 1,2 %, | 1,3 %  | 1,2 %  | 0,9 %   | 1,2 %  | 1,3 %     | 1,2 %   | 1,3 %    | 1,3 %    | 1,2 %            |
| 2024 | 1,3 %,  | 1,3 %,  | 1,3 %, | 1,4 %  | 1,6 %  | 1,2 %  | 0,9 %,  | 0,9 %, | 1,3 %,    | 1,3 %,  | 1,4 %,   | 1,4 %,   | 1,3 %            |
| 2025 | 1,3 %,  | 1,3 %,  | 1,4 %  | 1,6 %  |        |        |         |        |           |         |          |          |                  |

Source : Mediametrie
Légende :

* : maximum historique.
** : minimum historique.
Meilleur score mensuel de l'année.
Pire score mensuel de l'année.

### Mouvements sociaux
Alors que la chaîne a déjà connu deux importants mouvements en juin 2001 puis en mars 2003 en raison de plans sociaux, Canal+ connaît de nouveaux différends entre les représentants du personnel et sa direction à la fin de l'année 2008, portant principalement sur la revalorisation des salaires. Le 6 décembre 2008, sur fond de crise internationale, mais également d'excellents résultats bénéficiaires de Canal+, les négociations salariales sont rompues. L'un des syndicats évoque des tensions salariales aiguës au sein du groupe, jamais aussi importantes depuis plusieurs années. La grève pourrait être l'une des actions organisées par les syndicats.

### Condamnations
Le tribunal de grande instance de Nanterre condamne ainsi le 10 juin 2010 Philippe Karsenty, Canal Plus et la société TAC Presse pour diffamation publique envers le directeur du site Média-Ratings ayant produit et diffusé l'émission intitulée Jeudi investigation : rumeurs, intox : les nouvelles guerres de l’info, le 24 avril 2008.
En juillet 2020, la société Canal+ est accusée de vente forcée et est condamné à payer une amende entre 3 et 5 millions d'euros.

### Appropriation des mots «planète» et «planet»
D'après Reporterre, Canal+ a déposé à l’Institut national de la propriété industrielle les mots « planète » et « planet » en 1999, puis « planète+ » en 2011. Depuis, la société menace de poursuites judiciaires, presque chaque fois, les périodiques, associations et entreprises dont le nom contient ces mots, ainsi que certains sites web, y compris lorsque les entités ne sont pas concurrentes de Canal+.

## Controverses

### Accusations de viol à l'encontre de Pierre Ménès
La chaîne est accusée d'avoir protégé son chroniqueur soupçonné de violences sexuelles. Selon Mediapart, il aurait même bénéficié d'un soutien de la part de la direction. La chaîne a, en effet, demandé à couper du documentaire de Marie Portolano un passage mettant en évidence l'accusation. Le chroniqueur est également accusé d'avoir proféré des insultes racistes. Son avocat Arash Derambarsh mentionne dans sa défense qu'il s'agit de « blague potache ». L'affaire est médiatisée par la journaliste Marie Portolano, réalisatrice du documentaire Je ne suis pas une salope, je suis journaliste, qui parle plus largement d'« un système à combattre », sans insister uniquement sur le cas d'un seul homme dans ce type d'affaire.

### Licenciement de Sébastien Thoen et de Stéphane Guy
Sébastien Thoen est licencié à la suite d'un sketch parodiant de l'émission de CNews, L'Heure des pros.
Stéphane Guy, qui apporte son soutien à Sébastien Thoen à l'antenne, est à son tour licencié. Selon Maxime Saada, les vraies raisons de son licenciement sont liées à ses rapports avec la hiérarchie.
Canal+ aurait fait pression sur certains salariés ayant signé une pétition en soutien à Stéphane Guy et Sébastien Thoen. Marie Portolano fait alors partie des signataires soutenant l'ancien journaliste de Canal+.
En 2022, Canal+ est condamné par les prud’hommes pour le « licenciement sans cause réelle et sérieuse » de Stéphane Guy.

## Organisation

### Dirigeants

#### Président-directeur général de Canal+ SA
- de mars 1984 à février 1994 : André Rousselet
- de février 1994 à avril 2002 : Pierre Lescure
- de avril 2002 à avril 2002 : Xavier Couture
- de avril 2002 à février 2003 : Dominique Farrugia
- de février 2003 à septembre 2015 : Bertrand Meheut
- de septembre 2015 à avril 2018 : Jean-Christophe Thiery
- depuis avril 2018 : Maxime Saada

#### Directeur général
- de avril 1984 à décembre 1984 : Philippe Ramond
- de janvier 1985 à mai 1986 : Marc Tessier
- de juin 1986 à février 1994 : Pierre Lescure
- de juin 1999 à avril 2002 : Denis Olivennes
- de avril 2002 à février 2003 : Bertrand Meheut
- de octobre 2012 à juillet 2015 : Rodolphe Belmer
- depuis juillet 2015 : Maxime Saada

#### Directeur des programmes
- de mars 1984 à mai 1986 : Pierre Lescure
- de juin 1986 à décembre 2000 : Alain De Greef
- de décembre 2000 à février 2002 : Michel Denisot
- de février 2002 à avril 2002 : Dominique Farrugia
- de avril 2002 à novembre 2003 : Guillaume de Vergès
- de novembre 2003 à juillet 2015 : Rodolphe Belmer
- depuis juillet 2015 : Maxime Saada

#### Directeurs des sports
- de novembre 1984 à septembre 1998 : Charles Biétry
- de septembre 1998 à juin 2005 : Michel Denisot
- de juin 2005 à juin 2008 : Alexandre Bompard
- de juin 2008 à juin 2015 : Cyril Linette
- de juin 2015 à septembre 2015 : Thierry Thuillier
- de septembre 2015 à juillet 2022 : Thierry Cheleman
- depuis juillet 2022 : Thomas Sénécal

### Capital
Le capital social de Canal+ SA est de 95 018 076 euros. Il est détenu à 48,48 % par le groupe Canal+ et le reste est partagé entre des investisseurs institutionnels et le flottant[source insuffisante].
Le 11 mai 2015, Vivendi annonce une OPA sur la société afin de récupérer le contrôle du groupe. Le 1er octobre, Canal+ est contrôlé à 48,48 % par le groupe Canal+ et 51,52 % par les fonds propres de Vivendi.

### Sièges

Bâtiment de Canal+ à Boulogne-Billancourt.

Le troisième siège du groupe Canal+ est situé au no 1, place du Spectacle à Issy-les-Moulineaux, dans les Hauts-de-Seine. Celui-ci possède divers sièges dont celui de la chaîne Canal+ à Boulogne-Billancourt ainsi que le pôle des chaînes gratuites du groupe (C8, CNews et CStar), lequel est également situé à Boulogne-Billancourt.
Dès l'année 1984, le premier siège de la chaîne s'installe dans la tour Olivier de Serres, au 78-84, rue Olivier-de-Serres, dans le 15e arrondissement de Paris. Elle le quitte en 1992 pour s'installer dans un tout nouveau bâtiment blanc, dessiné par Richard Meier, qu'elle a fait bâtir au 85-89, quai André-Citroën, toujours dans le 15e arrondissement de Paris, sur les bords de Seine et dans lequel sont regroupés les services techniques, financiers et les plateaux où sont tournées les émissions. Les bureaux administratifs sont entièrement vitrés et donnent sur la Seine, tandis que les studios aux murs opaques sont plus discrètement placés dans un second bâtiment donnant sur la rue des Cévennes, les deux bâtiments communiquant par un atrium servant d’entrée. Canal+ vend ce siège en 2003 pour épurer ses dettes et s'installe dans un nouveau siège à Boulogne-Billancourt dessiné par le premier architecte français à recevoir le prix Pritzker, Christian de Portzamparc. Il est aujourd'hui occupé par des bureaux du ministère de la Justice, par les studios Rive gauche et depuis 2018 par Lagardère Active (dont le siège d'Europe 1). En 2022, le groupe déménage au nouveau bâtiment Sways, dessiné par Anthony Béchu, bientôt rebaptisé CANAL+ ONE, au 50 rue Camille-Desmoulins à Issy-les-Moulineaux, où pour la première fois de l’histoire du groupe sont rassemblées dans un même lieu les équipes de Canal+ France, Canal+ International et de STUDIOCANAL.

## Résultats financiers
En 1992, le groupe affiche 300 millions d'euros de bénéfices pour 1,2 milliard de chiffre d'affaires. Un record dans l'audiovisuel français, à l'époque.
En 2018, la Société d'Edition de Canal Plus (92130 Issy-les-Moulineaux) a atteint un chiffre d'affaires de 1 502 millions d'euros, dégageant un résultat net de 17 millions d'euros avec un effectif moyen annuel de 738 salariés.
Toutefois, en juillet 2023, à la suite d'un audit interne publié dans la presse professionnelle, l'offre payante Canal+ ainsi que les chaînes gratuites de la TNT française C8 et CNews appartenant au groupe Bolloré accusent des déficits et de lourdes pertes s'élevant à plusieurs dizaines de millions d'euros.

## Innovation et prise de risque à ses débuts
À sa création, Canal+ innove par rapport au paysage télévisuel français de 1984 :
- Première concession au monopole public de la télévision en France ;
- Première chaîne à péage accessible par le réseau hertzien terrestre ;
- Offre de films de cinéma significativement récents, soit plus de 18 mois après la salle pour les films à succès ;
- Retransmission en direct des rencontres de la Ligue 1 puis de la ligue des champions de football ;
- Multidiffusion des programmes et en particulier, des séances cinéma ;
- Diffusion d'un film pornographique chaque mois
- Autorisation de diffuser des émissions en clair jusqu'à 6 heures par jour le matin, le midi et le soir, notamment à but de promotion.
- Diffusion de séries d'animation pour adultes, américaines (comme Les Simpson ou South Park) et japonaises (Cowboy Bebop, Monster, etc.)
- Programmation d'émissions impertinentes, à l'origine de l'expression « l'esprit Canal », avec un ton décalé déjà amorcé par les soirées Les Enfants du Rock sur Antenne 2 ;
- Habillage sobre et à fond noir, avec un logo en deux dimensions (ellipse de Canal+) en opposition aux tendances de l'époque ;
- Avancées technologiques (diffusion nocturne puis 24/7, diffusion par satellite, norme D2 Mac, 16/9, restauration vidéo de films anciens, programmation alternative…).

Durant ses dix premières années d'existence, l'impertinence est la marque de fabrique de la chaîne, notamment avec Coluche, Antoine de Caunes, le quatuor Les Nuls ou Les Guignols de l'info ;
- La chaîne procure un tremplin à certains inconnus ou débutants tels que Jean-Luc Delarue, déjà apparu sur TV6 en 1986, Isabelle Giordano, Pierre Sled, Marc-Olivier Fogiel, etc.
- Absence de speakerines remplacées par des bandes-annonces ;

La prise de contrôle par Vivendi au début des années 2000 ainsi que l'arrivée de Jean-René Fourtou à sa tête et de Bertrand Méheut à celle de Canal+ SA font que les budgets programmation de la chaîne sont donnés en priorité au cinéma et aux sports, dont les droits de diffusion augmentent fortement à partir des années 1990; la chaîne acquiert notamment la majeure partie des droits de la Ligue 1 pour plus de 600 millions d'euros.

## Déclinaison en 3D relief
Pour un article plus général, voir Canal+ 3D.
Sur le canal no 29 du bouquet Canal+, une programmation spécifique en haute définition et en stéréoscopie est lancée avec la première diffusion expérimentale d'une rencontre de tennis, le 22 janvier 2011. Ce canal spécifique diffuse alors en boucle des extraits de films, de retransmissions et d'émissions en relief 3D et ne propose durant l'année 2011, qu'un seul film chaque mois. Le premier long-métrage diffusé en relief est Alice au pays des merveilles de Tim Burton, en mars 2011. Pour bénéficier de la stéréoscopie, il convient de s'abonner à Canal+ via le bouquet Canalsat, de souscrire à l'option HD et de disposer de l'équipement compatible : récepteur/décodeur Canalsat HD labellisé « Canal Ready » et téléviseur 3D ou vidéoprojecteur « 3D Ready » avec prise HDMI récente, ainsi que les lunettes stéréoscopiques compatibles. La diffusion de la chaîne Canal+ 3D est toutefois arrêtée le 24 janvier 2012.

## Pari en ligne
En septembre 2010, Canal+ obtient une licence de pari sportif auprès de l'Autorité de Régulation des Jeux En Ligne (ARJEL) pour territoire français et s’est associé au bookmaker anglais Ladbrokes pour lancer un site de paris en ligne. Toutefois, en octobre 2010, les deux associés décident de se retirer pour, selon eux, des motifs de rentabilité limitée et de taille trop réduite du marché français.

## Store Canal
Le 15 décembre 2011, Canal+ inaugure son premier lieu de vente « Store Canal » dans le centre commercial de Vélizy 2, à Vélizy-Villacoublay (Yvelines).

## CanalStart
Le 10 décembre 2013, Canal+ annonce la création de CanalStart, une structure qui a pour objectif de soutenir les projets des jeunes entrepreneurs (incubateur de startups), dans le secteur des médias et nouvelles technologies,.

## Animateurs et chroniqueurs

### Animateurs des émissions
- Cinéma
  - Antoine de Caunes (depuis 1984)
  - Didier Allouch (depuis 1990)
  - Laurie Cholewa (depuis 2016)
  - Lily Bloom (depuis 2021)
  - Lele O
  - Pierre Zéni
- Séries
  - Renan Cros (depuis 2019)
- Sport
  - Hervé Mathoux (depuis 1998)
  - Clément Gacheny
  - Joris Sabi
  - Nicolas Tourriol (depuis 2016)
  - Astrid Bard (depuis 2011)
  - Jean-Baptiste Esculié
  - Margot Laffite (depuis 2013)
  - Pauline Sanzey
  - Jules Duremble (depuis 2013)
  - Thomas Guichard
- Magazines et divertissements
  - Mouloud Achour (depuis 2006)
  - Pauline Clavière
  - Nathalie Levy (depuis 2021)
  - Doully
  - Kyan Khojandi
  - Sébastien Thoen (retour depuis 2023)

### Anciens animateurs et chroniqueurs
- Albert Algoud
- Michel Denisot (1984-2020)
- Laurent Weil (2000-2020)
- Julien Cazarre (2013-2020)
- Stéphane Guy (1997-2021)
- Cyrille Eldin (2004-2020)

- Mélanie Angélie
- Marie Portolano (2014-2021)
- Jean-Michel Aphatie (2006-2015)
- Augustin Trapenard (2012-2020)
- Thierry Ardisson (2006-2016)
- Laurent Artufel
- Élé Asu (2006-2012/2016-2017)
- Ali Baddou (2007-2016)
- Laurent Baffie (1993/1996-1997/2001-2002)
- Olivier Baroux
- Yann Barthès (2004-2016)
- Pierre-Emmanuel Barré (2013-2015)
- Lauren Bastide (2015-2016)
- Anaïs Baydemir (2002)
- Christophe Beaugrand (2007-2009)
- Karim Bennani (2013-2021)
- Stéphane Bern (2003-2006)
- Jackie Berroyer
- Emilie Besse (2007-2016)
- Frédéric Beigbeder (2005-2007)
- Charles Biétry
- Maïtena Biraben (2004-2016)
- Yvan Le Bolloc'h
- Jérôme Bonaldi (1984-2001)
- Jeannette Bougrab (2013-2014)
- Kamel Boutayeb (2010-2014)
- Nancy Sinatra (1993-1994)
- Diego Buñuel (2006-2018)
- Daphné Bürki (2004-2016)
- Yves Calvi (2017-2021)
- Géraldine Carré
- Aymeric Caron (1998-2007)
- Julia Channel
- Élise Chassaing (2008-2011)
- Pascale Clark (2001-2008)
- Jean-Pierre Coffe (1984-1993)
- Coluche (1984-1985)
- Philippe Dana (1984-2008)
- Jean-Luc Delarue (1989-1994)
- Laurie Delhostal (2013-2021)
- Florence Dauchez (2005-2016)
- Vanessa Dolmen (2003-2004)
- Stéphane De Groodt (2012-2014)
- Nicolas Demorand
- Raynald Denoueix
- Nicolas Domenach (2007-2016)
- Christophe Dugarry (2006-2016)
- Anne Depétrini (1996-2002)
- Nicolas Deuil
- Alexandre Devoise (1994-2001)
- Jean-Pierre Dionnet
- Marie Drucker (2003-2005)
- Thierry Dugeon (2000-2001)
- Guillaume Durand (1997-1999)
- Auberi Edler
- Arié Elmaleh (2013-2014)
- Samuel Étienne (2001-2008)
- Sophie Favier
- Laurence Ferrari (2006-2008)
- Michel Field (1994-1997)
- Ornella Fleury (2016-2017)
- Marc-Olivier Fogiel (1996-2000)
- Bruno Gaccio
- José Garcia
- Emmanuelle Gaume (2000-2001)
- Thierry Gilardi (1987-2005)
- Philippe Gildas (1985-2002)
- Isabelle Giordano (1991-2002)
- Charlotte Le Grix de La Salle (2005-2009)
- Vanessa Guide (2013-2014)
- Stéphane Guillon (2006-2012/2015-2016)
- Henda
- Nora Hamzawi (2013-2015)
- Lâm Hua
- Nathalie Iannetta (1995-2013)
- Isabelle Ithurburu (2009-2023)
- Brenda Jackson
- Hélène Jouan (2013-2014)
- Alexandra Kazan
- Olivier de Kersauson
- Jean-Yves Lafesse
- Jonathan Lambert (2002-2004)
- Anne-Sophie Lapix (2008-2013)
- Béatrice Le Métayer (1988-1994)
- Anne-Élisabeth Lemoine (2007-2014)
- Annie Lemoine (1984-1994)
- Marina Lorenzo (2015-2020)
- Mademoiselle Agnès (1991-2015)
- Apolline de Malherbe (2012-2013)
- André Manoukian (2016-2017)
- Pierre Mathieu
- Estelle Martin
- Isabelle Martinet
- Ariane Massenet (1991-2000/2005-2013)
- Martine Mauléon
- Maurad
- Charles Mbuya (depuis 2017)
- Marie Montuir
- Pierre Ménès (2009-2021)
- Kad Merad
- Ophélie Meunier (2013-2016)
- Julia Molkhou (2012-2014*)
- Fred Moulin (2006-2014)
- Clara Morgane (2001-2008)
- Jules-Édouard Moustic (1992-2018)
- Nagui (1999-2000)
- Thomas Ngijol (2010-2011)
- Jérôme Niel (2013-2015)
- Anne Nivat
- Omar et Fred (2005-2012)
- Laurence Ostolaza
- Valérie Payet
- François Pécheux
- Patrick Poivre d'Arvor (1984-1985)
- Monsieur Poulpe (2013-2017)
- Colombe Pringle
- Gaspard Proust (2012-2015)
- Stéphanie Renouvin (2002-2007)
- Philippe Risoli (1986-1988)
- Karim Rissouli (2013-2015)
- Victor Robert (2002-2017)
- Lionel Rosso (2005-2008)
- Daphné Roulier (1997-2019)
- Caroline Roux (2006-2012)
- Alexandre Ruiz
- Laurent Ruquier (1999-2000)
- Stéphane Saunier (depuis 2004)
- Cécile Siméone
- Stéphane Sirchis
- Pierre Sled
- Bruno Solo
- Alessandra Sublet (2004-2006)
- Frédéric Taddeï (1994-1998)
- Cécile Teysseyre
- Thomas Thouroude (2010-2016)
- Doria Tillier (2012-2014)
- Marc Toesca (1984-1993)
- Philippe Vandel (1988-2001)
- Philippe Vecchi (1992-2002)
- Gilles Verlant
- Julia Vignali (2010-2012)
- Tania Young (2005-2008)
- Karl Zéro (1988-2006)
- Yannick Zicot
- Les Nuls (1987-1992)
- Alain Chabat (1985-2002)
- Bruno Carette (1987-1989)
- Chantal Lauby
- Dominique Farrugia (1986-1992/2016)
- Les Robins des Bois
- Pierre-François Martin-Laval
- Marina Foïs
- Maurice Barthélémy
- Pascal Vincent
- Clément Viktorovitch (2019-2021)
- Bruce Toussaint (2004-2011)
- Camille Combal (2008)
- Élise Larnicol
- Jean-Paul Rouve
- Les Deschiens
- François Morel
- Yolande Moreau
- Bruno Lochet
- Agnès Michaux
- Roger Zabel (1984-1986)
- Ludivine Laveine
- Alison Wheeler (2013-2016)
- Ariel Wizman (2007-2016)
- Alix de Saint-André (1993-1997)
- Édouard Baer (1996-1999)

## Voix antenne
- 1984-1995 : Grégory Ken
- 1991-2003 : Gilles Verlant
- depuis 2001 : Katel Arribard, Delphine Lalizout, Patrick Kuban et Guillaume Veyre.

## Déclinaisons

### En France métropolitaine
Les chaînes payantes du bouquet Les Chaînes Canal+ appartenant au groupe Canal+ sont :
- Canal+ (canaux 4, 9 et 304), lancée le 4 novembre 1984 ;
- Canal+ Sport 360 (canaux 10 et 60), lancée le 31 août 2022 ;
- Canal+ Foot (canaux 11 et 61), lancée le 31 août 2022 ;
- Canal+ Sport (canaux 12 et 62), lancée le 1er novembre 2003 ;
- Canal+ Box Office (canaux 13 et 30), lancée le 1er septembre 2023 ;
- Canal+ Grand Écran (canaux 14 et 31), lancée le 8 février 2022 ;
- Canal+ Cinéma(s) (canaux 15 et 32), lancée le 1er septembre 2023 ;
- Canal+ Séries (canaux 16 et 50), lancée le 21 septembre 2013 ;
- Canal+ Docs (canaux 17 et 110), lancée le 9 septembre 2021 ;
- Canal+ Kids (canaux 18 et 130), lancée le 9 septembre 2021.

Les chaînes gratuites appartenant au groupe Canal+ sont :
- CStar (canaux 93 et 317), lancée le 5 septembre 2016 ;
- CNews (canaux 161 et 316), lancée le 27 février 2017.

À partir de 2025, seules deux de ces chaînes retent retransmises sur la TNT (CStar et CNews).
Anciennes chaînes :
- I-Télévision (1999-2002) ;
- Canal+ Bleu (1996-2003) ;
- Canal+ Jaune (1996-2003) ;
- Canal+ Vert (1998-2003) ;
- Canal+ Confort (2003-2005) ;
- D8 (2012-2016) ;
- D17 (2012-2016) ;
- I-Télé (2002-2017) ;
- Canal+ Family (2007-2021) ;
- Canal+ Décalé (2005-2022) ;
- Canal+ Cinéma (2003-2023) ;
- C8 (2016-2025) (à la suite du contrat par l'Arcom au non-renouvellement de son autorisation d'émettre sur la TNT en France.)

### EnFrance d'outre-mer
Dans les DOM-TOM, Canal+ est déclinée aux Antilles, en Nouvelle-Calédonie, en Guyane, en Polynésie française et à La Réunion avec Canal+ Réunion. Canalsat est également présent aux Caraïbes (Antilles et Guyane) en Nouvelle-Calédonie et à la Réunion. Ces déclinaisons sont opérées par Canal+ Overseas, filiale à 100 % du groupe Canal+.

### En Europe
- Espagne : Canal+ España, remplacée par Movistar+ et Digital+ (Sogecable, plus contrôlé par le groupe Canal+), plateforme et chaînes disparues lors de la fusion avec Movistar en 2016
- Italie : Tele+, plateforme et chaînes disparues lors de la fusion avec Sky Italia en 2003
- Pologne : Canal+ Premium et Cyfra+ (Canal+ Cyfrowy, piloté par Canal+ Overseas)
- Pays nordiques (Danemark, Suède, Norvège et Finlande) : Canal+ Scandinavia, remplacée par C More (Telenor)
- Pays-Bas et Belgique flamande : Canal+ Nederland, remplacée par Film 1
- Belgique et Luxembourg : Canal+ Belgique, remplacé par Be 1

### Dans le monde

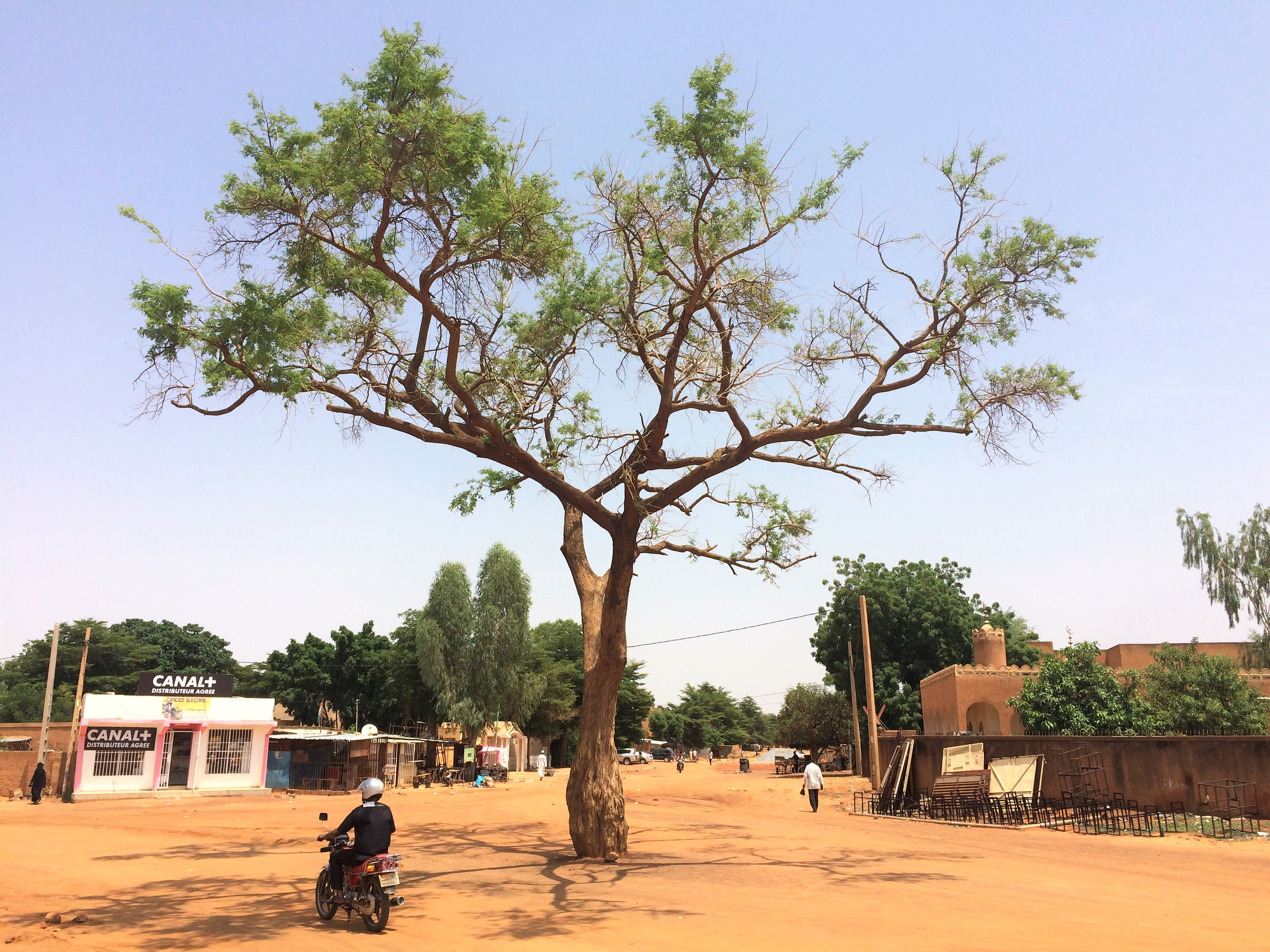
Un revendeur Canal+ à Niamey, au Niger.

- Afrique : Canal+ Afrique (ex-Canal Horizons et Canalsat Horizons), Canalsat Madagascar, Canal+ Maurice et Canalsat Maurice (Canal+ Overseas).
- Birmanie : Canal+ Myanmar FG[260] (propriétaire des chaînes mentionnées ci-dessous)
  - Canal+ Gita : une chaîne musicale
  - Canal+ Ha Ha : une chaîne humoristique
  - Canal+ Action : une chaîne diffusant des films d'action, etc. (semblable à Canal+ Cinéma(s))
  - Canal+ Pu Tu Tue : une chaîne destinée aux enfants d'âge préscolaire (semblable à Canal+ Kids)
  - Canal+ Cha Tate : une chaîne destinée aux jeunes et consacrée à l'animation
  - Canal+ Mae Made : une chaîne féminine
  - Canal+ Zat Lenn : une chaîne diffusant des feuilletons, etc. (semblable à Canal+ Séries)
  - Canal+ Su Sann : une chaîne factuelle
  - Canal+ Sports : une chaîne diffusant des émissions sportives (ne pas confondre avec Canal+ Sport)
- Éthiopie : Canal+ Ethiopia
- Pacifique : LBF (Le Bouquet Français) en Australie et au Vanuatu (Canal+ Overseas).
- Viêt Nam : K+

## Diffusion

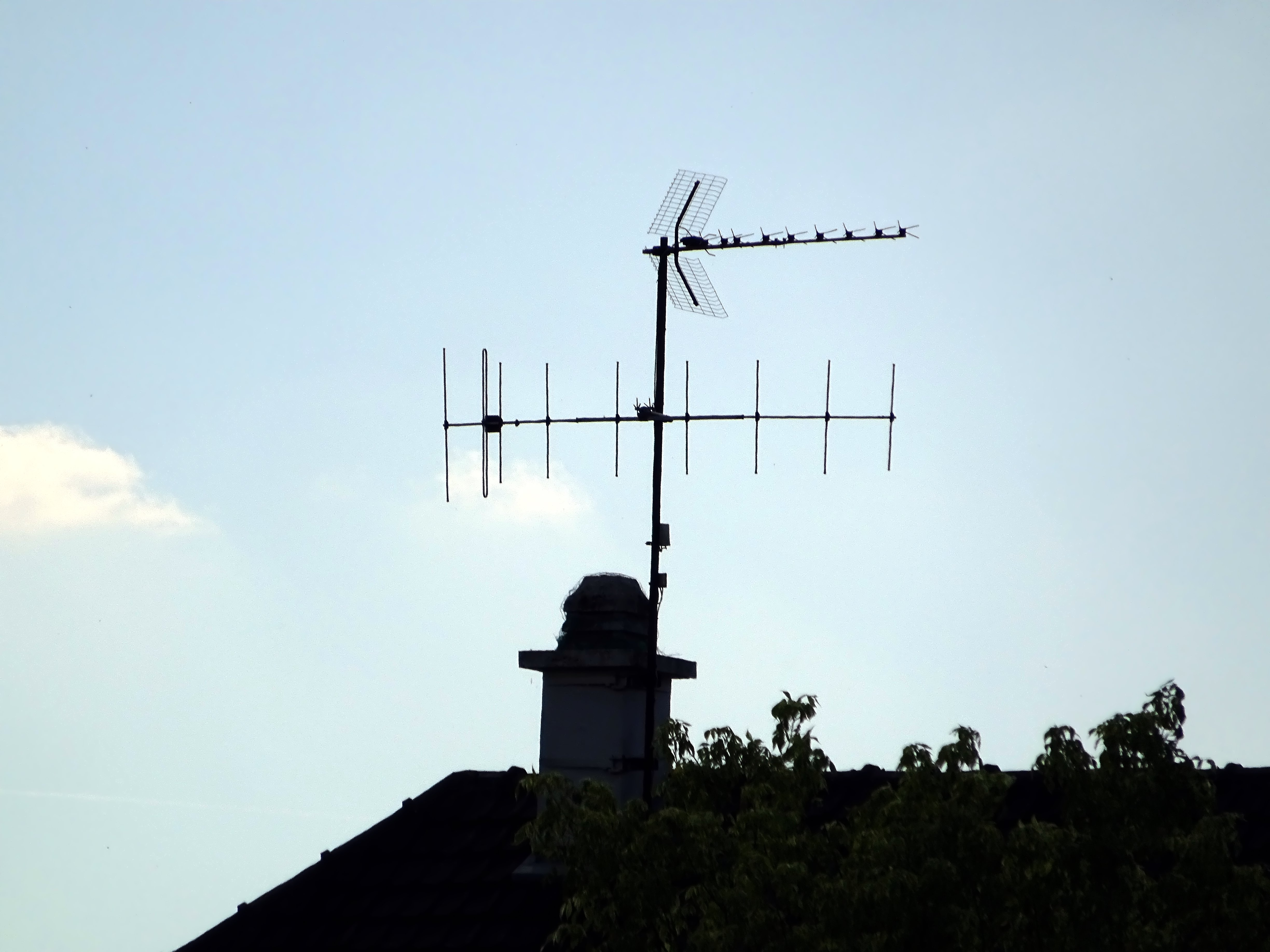
Sous l'antenne UHF, l'antenne VHF, nécessaire à la réception de Canal+ en France avant l'avènement de la télévision numérique

Depuis sa création en 1984, Canal+ s'est vu contrainte d'exploiter l'ancien réseau d'émetteurs VHF de TF1. Ce premier réseau historique resté à la norme E en noir et blanc 819 lignes jusqu'au 19 juillet 1983) est exploité en parallèle de l'UHF utilisée par toutes les chaînes nationales à la norme L 625 lignes au standard couleurs Sécam. Ainsi, depuis le milieu des années 1980, les millions de foyers non abonnés à Canal+ n'ont pas jugé utile de s'équiper ou de remplacer l'antenne existante VHF pour recevoir ses programmes en clair; l'acquisition et l'installation d'un tel équipement VHF représente un coût pouvant aller de 45 à 350 euros par foyer (antenne + coupleur + installation). Cette contrainte technique ralentit considérablement le taux de pénétration et l'audience de la chaîne, lors des émissions non cryptées, notamment. Une réception médiocre des signaux VHF provoque le plus souvent, une incompatibilité de décodage de Canal+, lors de ses émissions chiffrées.
Depuis le 31 mars 2005, grâce au nouveau réseau d'émetteurs TNT, lequel exploite quasi exclusivement la gamme UHF, la question de l'antenne spécifique VHF souvent baptisée « antenne Canal+ » est désormais résolu. Dès lors, pour chaque nouveau foyer équipé en réception TNT, la chaîne rattrape son retard pour ce qui est du taux de pénétration. Ainsi, alors que l'audience des chaînes nationales analogiques en clair a tendance à décroître, celle de Canal+ connaît une croissance régulière, conforme à la progression mathématique du taux d'équipement TNT.
Le 24 novembre 2010 soit un an avant les autres chaînes, Canal+ cesse définitivement d'émettre à la norme L analogique sur l'ancien réseau hertzien national, afin notamment de libérer des fréquences pour la radio numérique.
Depuis lors, la chaîne est uniquement diffusée en numérique sur la TNT, le satellite (CanalSat), le câble et la télévision IP (fibre optique ou xDSL).
À compter du 1er janvier 2012 à 11 h 08, Canal+ n'est plus disponible en analogique sur le satellite.
Le 10 janvier 2018, Vincent Bolloré évoque une possibilité d'arrêt de la diffusion sur la TNT pour réduire les coûts de diffusion,.
Le 4 décembre 2020, Canal+ obtient de la part du CSA une nouvelle autorisation pour exploiter un canal de retransmission sur la TNT. Cette convention court sur une durée de 3 ans, au lieu des 10 ans initialement prévus, soit jusqu'au 6 décembre 2023. La chaîne payante continue alors d'utiliser la numérotation historique, le canal numéro 4. Le 8 mars 2023, Canal+ voit son autorisation renouvelée par l'Arcom (ex-CSA) pour une durée de 18 mois, soit jusqu'au 5 juin 2025.
En 2024, la chaîne Canal+ est candidate au renouvellement de son autorisation d'émettre sur la TNT arrivant à échéance en 2025. La chaîne est auditionnée le 11 juillet 2024 par l'Arcom.

### Décodeurs et contrôles d'accès
L'accès aux programmes payants de la chaîne Canal+ est réservé aux détenteurs d'un décodeur TV et d'une clé ou carte (à puce) d'abonnement contenant des droits d'accès actifs. Depuis 1984, la chaîne a exploité une série de modes de contrôle d'accès :
- Le plus ancien Discret 11 est exploité en réception terrestre, satellite et câble à partir de novembre 1984. Il nécessite de saisir chaque mois, une série de chiffres (code mensuel) sur le clavier numérique intégré. Largement piraté, il est progressivement remplacé à partir de 1992, puis définitivement abandonné en 1995.
- Son successeur le Syster, apparu en 1992 est également réservé à la télédiffusion analogique. Il est basé sur le système Nagravision ainsi qu'un traitement du son monophonique (inversion de spectre de 12,8 kHz) via le décodeur Syster dont l'utilisation s'arrête avec l'arrêt de la diffusion analogique en novembre 2010 pour Canal+, un an avant l'arrêt définitif des autres chaînes analogiques, pour être remplacé par un récepteur TNT intégrant des circuits DVB MPEG-4.

- En novembre 1991, le récepteur satellite analogique à la norme D2 Mac Decsat est commercialisé. Il est le premier appareil adapté au format d'image 16/9 et compatible avec les signaux haute définition (HD Mac).
- En avril 1996, le terminal de réception satellite et câble Mediasat est commercialisé, il s'agit du tout premier décodeur numérique exploité par Canal+. Cet appareil fabriqué par les marques Thomson, Sagem, Philips, Nokia et Pioneer est toutefois incompatible avec la TVHD.

- En 2004, le terminal de réception numérique Pilotime intègre un disque dur permettant d'enregistrer jusqu'à quarante heures de programmes. En 2005, cette dernière génération d'appareil propose en plus la réception d'un son en Dolby Digital 5.1. Cet appareil est dépourvu de la compatibilité TVHD. En 2005, avec le lancement de la TNT, Canal+ lance une déclinaison du Syster (TNT+) et du Mediasat adaptée à ce mode de télédiffusion. En 2006, Canal+ propose son Mediasat Max lequel intègre des circuits TVHD et la possibilité d'ajouter un disque dur externe pour enregistrer les émissions.

- En août 2007, le Dual-S est commercialisé, il est destiné à la réception par satellite comme l'indique la lettre S. Il est adapté à la haute définition TVHD et possède un second tuner satellite ce qui lui permet de visionner un programme tout en enregistrant un autre programme. On peut lui relier un disque dur externe pour enregistrer les émissions, il vise également à remplacer les premières générations de décodeurs satellites numériques devenus obsolètes. Quelques mois plus tard, Canal+ décide de lancer une variante au design identique, le Dual-T, destiné comme sa lettre l'indique à la TNT, abandonnant la version numérique du Syster, moins performante et incompatible avec la HD.
- En mars 2008, la technologie Merlin est exploitée en numérique (évolution v3 du système Mediaguard) pour les récepteurs Mediasat
- Le 4 novembre 2008, pour ses 24 ans, Canal+ lance deux innovations :
  - le Cube Canal+ : Ce récepteur numérique satellite intègre un dispositif spécifique permettant en le connectant à Internet de visualiser des émissions en avant-première (séries, téléfilms) par rapport à la programmation de la chaîne payante.
  - la Clé Canal+ : Cette clé USB annoncée comme le plus petit décodeur TV du monde intègre un récepteur (démodulateur) DVB-T et le système de contrôle d'accès à brancher sur un ordinateur.
- Le 4 mai 2009, Canal+ annonce lancer dès juillet 2009 le label CanalReady, visant officiellement à simplifier le choix du public pour un équipement TV garantissant une parfaite compatibilité avec ses émissions payantes (chaînes numériques de Canal+ et Canalsat). Toutefois, ce label est controversé, car il impose certaines limites (restrictions pour l'enregistrement des émissions) et des surcoûts (options payantes supplémentaires)[268].
- En 2013, une version alternative du décodeur le Cube Canal+ est lancée pour la TNT. Celui-ci vise principalement à remplacer les premières générations de décodeurs TNT devenus obsolètes.
- En 2015, un nouveau décodeur est lancé pour la TNT, nommé le Cube-S, mais sa commercialisation est rapidement abandonnée et un faible nombre d'exemplaires est produit.
- En 2018, est lancé un décodeur nommé Le décodeur Canal+, pour la réception satellite. Il permet une réception en 4K et en ultra-haute définition et donne accès aux services OTT. Il vise notamment à remplacer les décodeurs Dual-S, ainsi que la version satellite du cube Canal+, devenus obsolètes.